# Kentucky Route Zero
Kentucky Route Zero est un jeu vidéo indépendant épisodique conçu par Jake Elliott et Tamas Kemenczy et mis en musique par Ben Babbitt, au sein de leur collectif Cardboard Computer. Il s’agit d’un jeu d'aventure graphique empruntant grandement au jeu d'aventure textuel et s’inspirant beaucoup du théâtre. Le jeu est composé de cinq épisodes, appelés « actes », s’inscrit dans les genres du réalisme magique et du Southern Gothic, et suit l’histoire d’un livreur d’antiquités perdu au Kentucky et des personnes qu’il rencontre sur sa route.
Le premier acte sort le 7 janvier 2013, le second le 31 mai 2013, le troisième le 6 mai 2014, le quatrième le 19 juillet 2016, et le cinquième et dernier acte le 28 janvier 2020. Quatre intermèdes et un épilogue situés en dehors de la narration principale mais néanmoins liés aux éléments du récit sont également publiés : Limits & Demonstrations en février 2013, The Entertainment en novembre 2013, Here And There Along The Echo en octobre 2014, Un Pueblo De Nada en janvier 2018 et The Death of the Hired Man en janvier 2020.
D’abord développé pour Gnu/Linux, macOS et Windows, des portages additionnels pour Nintendo Switch, PlayStation 4 et Xbox One sont réalisés à l’occasion de la sortie du dernier acte et publiés par Annapurna Interactive. Des versions mobiles pour Android et iOS sortent en décembre 2022 via Netflix Games. Des mises à jour pour PlayStation 5 et Xbox Series sont publiées en août 2023.
Kentucky Route Zero bénéficie d’un très bon accueil critique, ainsi que de multiples récompenses. Il est notamment primé à l’Independent Games Festival, à l’IndieCade, aux Game Developers Choice Awards et aux BAFTA ainsi que nommé « jeu de l’année » par Rock, Paper, Shotgun, Kill Screen, Slate et Kotaku.

## Synopsis
Kentucky Route Zero suit l’histoire de Conway, chauffeur-livreur pour une antiquaire, durant sa dernière mission. D’abord le principal protagoniste, il est petit à petit rejoint par une clique de personnages variés, qui se retrouvent développés en profondeur à leur tour. Le groupe voyage sur les routes du Kentucky, aussi bien à la surface que dans les réseaux de grottes du parc national de Mammoth Cave, dans lesquelles sillonne la mystérieuse Route Zero et coule la rivière Echo. Alors que la livraison s’approche et que les liens entre les personnages se tissent, l’état de santé de Conway se détériore, et son surendettement s’accroît. Comme les pièces de théâtre dont il s’inspire, le jeu est une tragédie.

### Acte I

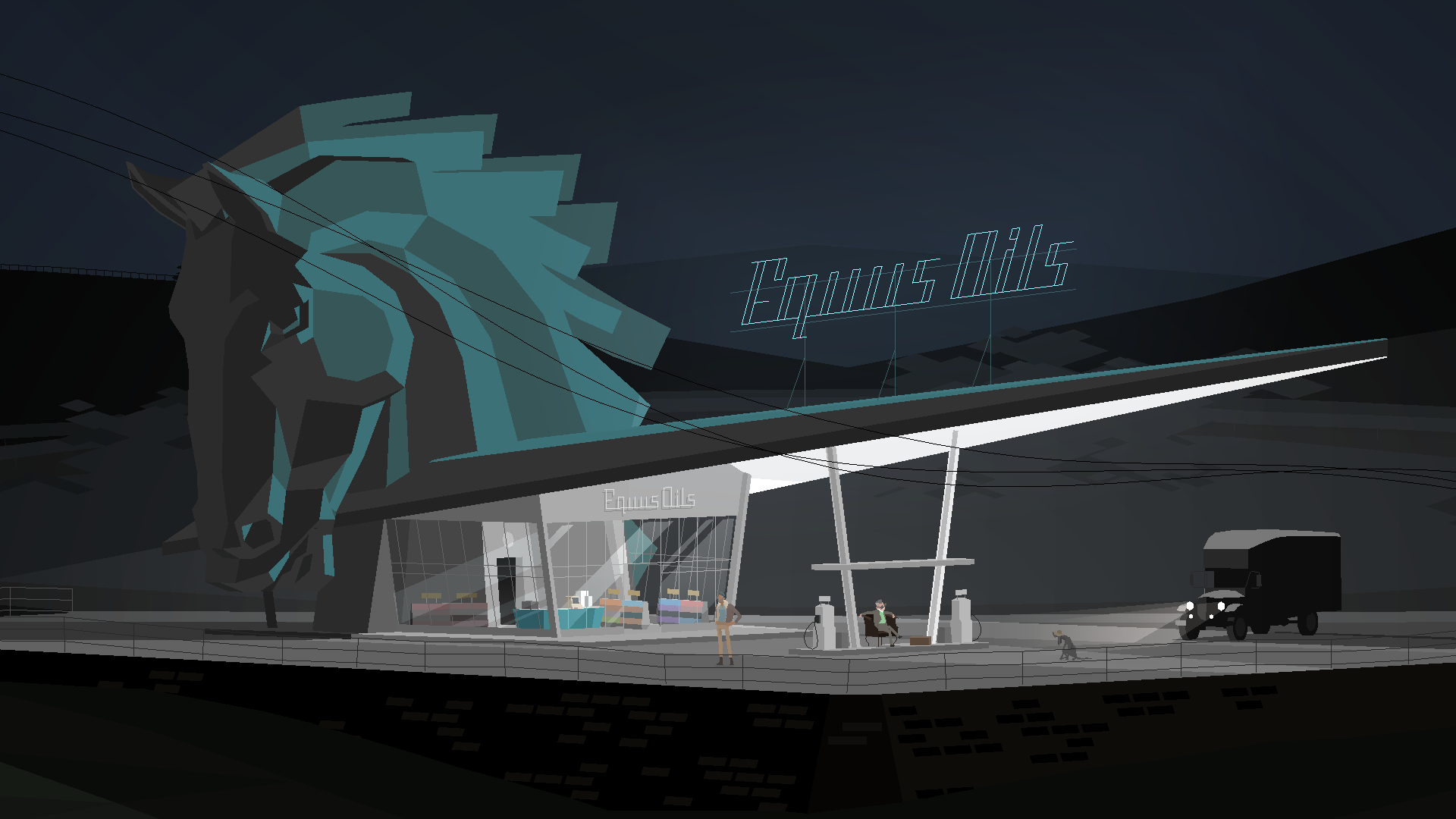
Capture d’écran :
Le jeu s’ouvre sur Equus Oils, une station service surmontée d’une immense tête de cheval où Conway demande son chemin.

Livreur pour la boutique Lysette’s Antiques, Conway est en route pour sa dernière livraison. En compagnie de son vieux chien, l’homme parcourt les routes du Kentucky à bord de son camion, à la recherche de l’adresse 5 Dogwood Drive. Réalisant qu’il est perdu, il fait halte à la tombée de la nuit dans une vieille station-service plongée dans l’obscurité, Equus Oils. Il y rencontre Joseph, le propriétaire. Le seul moyen de rejoindre Dogwood Drive, apprend-il, est d’emprunter la Route Zero. Une dénommée Weaver Márquez connaît davantage les routes du coin. Conway déniche son adresse sur l’ordinateur de la station-service, et reprend la route.
Il roule jusqu’à la résidence et rencontre Weaver. Après la mise en marche d’un poste de télévision défectueux qui perturbe Conway, Weaver le réfère à sa cousine Shannon qui répare les télévisions, lui donne un itinéraire, et disparaît.
Il arrive au puits d’une mine abandonnée. S’y trouve Shannon. Conway et Shannon s’enfoncent dans la mine. À cause d’un éboulement provoqué par accident, une portion de la mine s’effondre, Conway est blessé à la jambe. Ils utilisent un charriot pour avancer dans les souterrains. Shannon raconte l’histoire tragique de la mine, l’inondation qui a noyé de nombreux mineurs, dont ses parents. Conway accompagne Shannon jusqu’à son atelier, puis ils retournent à la ferme des Márquez, où Shannon lui explique les dettes de la famille, qui sont à la cause de la fuite de Weaver. Shannon entreprend de réparer le vieux poste de télévision, qui révèle l’embouchure de la Route Zero.

### Acte II

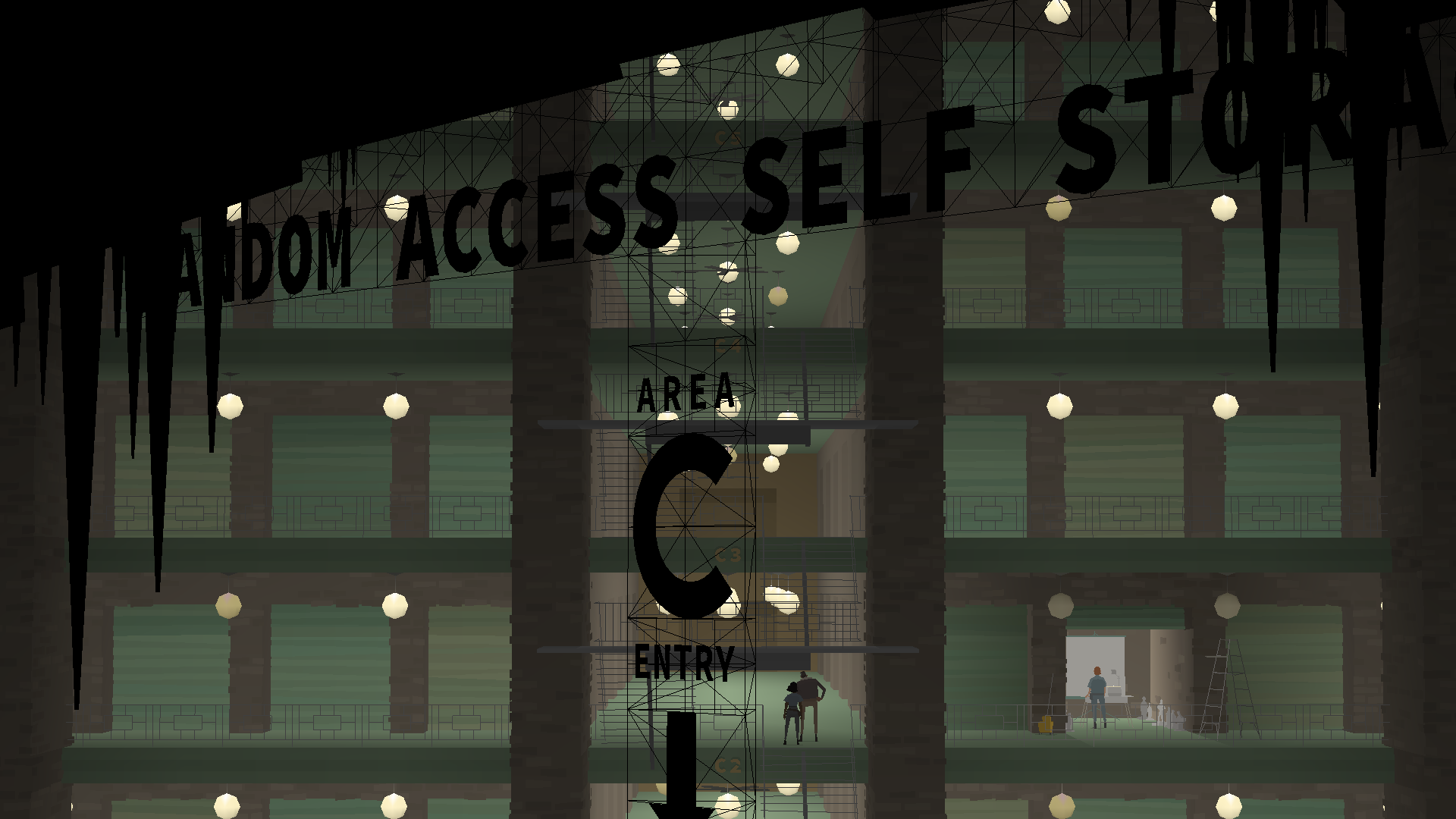
Capture d’écran :
Ce grand entrepôt pourrait héberger des informations sur l’endroit où se trouve Dogwood Drive.

Lula Chamberlain, une artiste qui fait des installations, reçoit une énième lettre de refus. Elle reprend son travail dans le bureau qui l’emploie.
Égarés sur la Route Zero, Conway, Shannon et le chien arrivent dans le grand bâtiment du Bureau of Reclaimed Spaces, une institution allouant des lieux pour des motifs différent de leur fonction originale. Le Bureau lui-même occupe une ancienne cathédrale. La réceptionniste leur suggère de demander l’itinéraire pour Dogwood Drive à sa collègue Lula, qu’ils parviennent à rencontrer après une série de détours bureaucratiques. Celle-ci leur indique cependant que les documents concernant cette adresse se trouvent ailleurs, dans un entrepôt reconverti en lieu de culte. Elle conseille également à Conway de trouver le docteur Truman pour sa jambe blessée.
À l’entrepôt, Conway discute avec le concierge pendant que Shannon trouve les informations qu’ils cherchaient. En quittant le bâtiment, Conway s’évanouit de douleur. Shannon décide que leur priorité est de trouver le docteur Truman pour le soigner. La maison du médecin s’avère avoir été démolie pour faire place à un musée, The Museum of Dwellings. Sur le toit, ils font la connaissance d’un jeune garçon orphelin prénommé Ezra et de son frère Julian, un grand aigle. Le docteur vit désormais dans la forêt, et Julian les y portent en volant. L’état de Conway empire. Ils parviennent finalement à la maison du docteur Truman. Il informe Conway que sa blessure est grave mais guérissable, et lui prescrit un anesthésiant. Conway succombe au médicament.

### Acte III

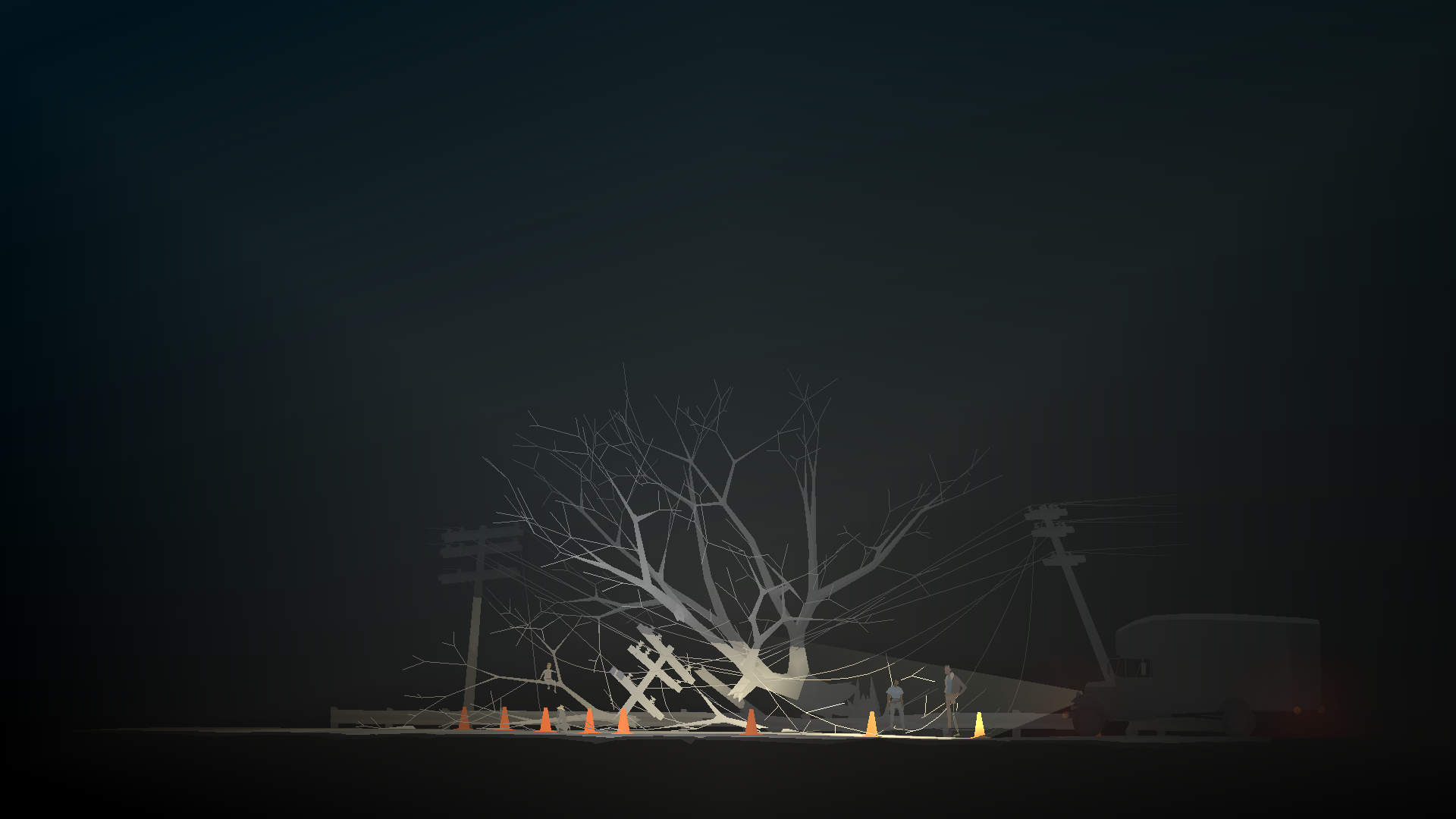
Capture d’écran :
Le camion en panne, Conway, Shannon et Ezra attendent d’être dépannés près d’un arbre foudroyé.

Conway rêve d’une conversation passée avec Lysette, à propos de l’accident tragique et fatal du fils de cette dernière. Il reprend ses esprits. Sa jambe n’est plus qu’un vestige squelettique mais indolore, brillant d’une lueur jaune. Le docteur lui remet la facture et lui indique le mode de paiement. Le groupe reprend la route pour retrouver Lula, mais le moteur tombe en panne. Shannon tente d’appeler une dépanneuse. Deux musiciens voyageant en moto et side-car, Junebug et Johnny, s’arrêtent les aider à redémarrer, en échange de leur présence au bar où ils jouent ce soir. Après leur concert, les musiciens décident de les accompagner.
En chemin, ils découvrent une grotte où brûle quantité d’équipement électronique dans différents états de délabrement. Un vieil homme nommé Donald est obsédé par son projet de programme de simulation, Xanadu. Lula fût jadis l’une des conceptrices du système. Le programme semble cependant ne plus fonctionner correctement depuis un supposé sabotage par des êtres voisins. Conway et Shannon partent à leur rencontre. Dans une distillerie souterraine peuplé de squelettes, Conway est pris pour un nouvel employé prêt à pourvoir le poste de livreur. Contraint à boire un verre de whisky très onéreux, il se retrouve sans autre choix que d’accepter le travail pour rembourser sa dette. Son bras devient squelettique.
De retour à la surface avec une solution, Xanadu est réparée et Lula apparaît. Elle détermine l’itinéraire pour Dogwood Drive. La première étape est de prendre le ferry afin d’emprunter la rivière Echo.

### Acte IV

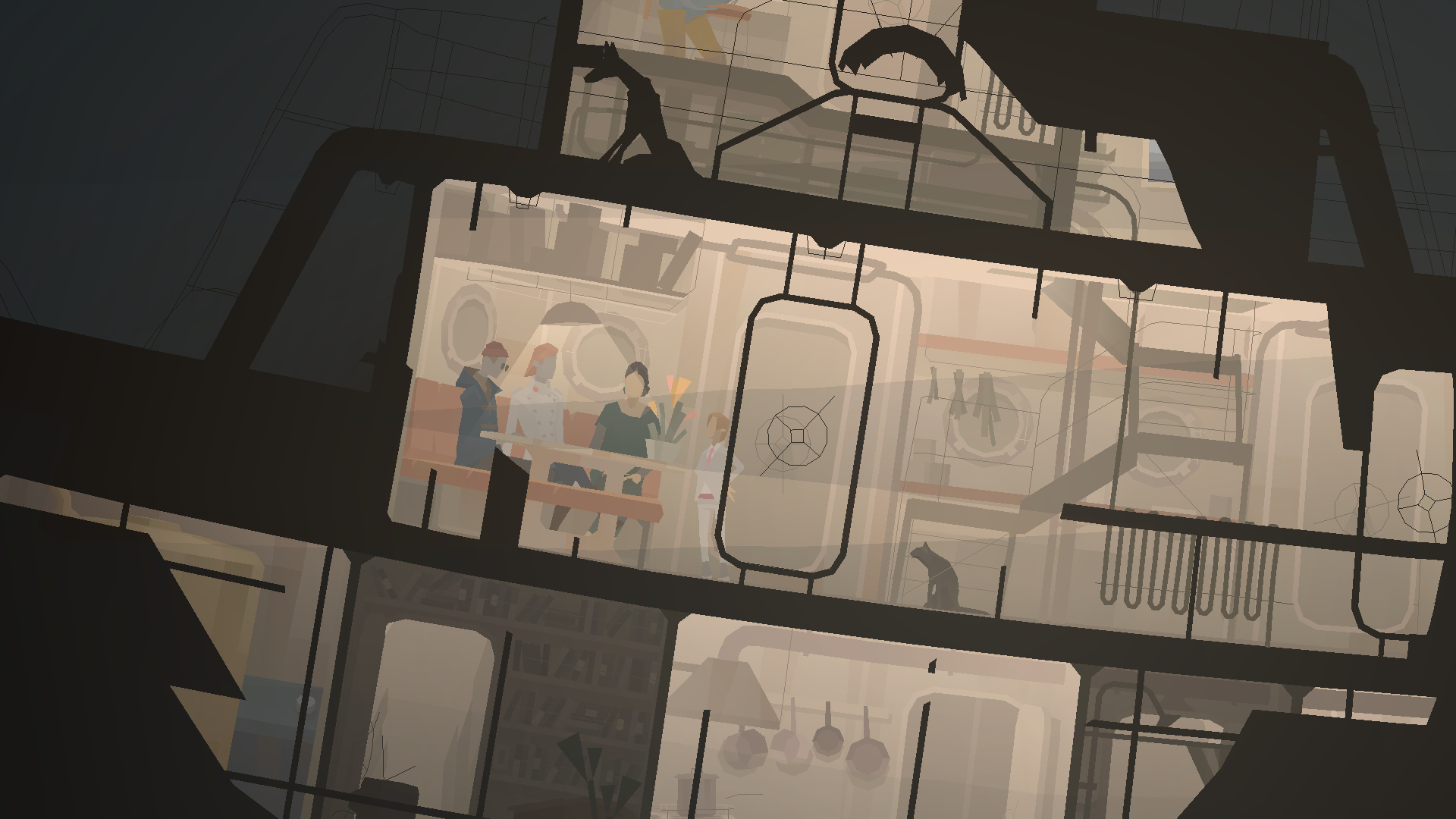
Capture d’écran :
Les personnages voyagent à bord du Mucky Mammoth, un vieux ferry sur la rivière Echo.

Le ferry The Mucky Mammoth est surmonté d’un mammouth mécanique quoique vieillissant. À bord du bateau, le groupe rencontre l’équipage. Cate, la capitaine ; Will, qui donne un coup de main ; Clara, musicienne lituanienne en tournée. Dogwood Drive est dans la bonne direction, mais le ferry a quelques escales à effectuer auparavant.
Sur une station essence flottante, Junebug et Johnny croisent les habitués de la rivière. Au bar de plage The Rum Colony, Conway se remet à boire, tandis que les employés du Bureau se détendent. À une cabine téléphonique, Will écoute ses messages, Cate prend des nouvelles d’une femme enceinte dont elle prend soin, Clara appelle sa sœur à propos de leur oncle malade. Au centre de recherche Radvansky, Shannon prend part à une expérience. Sur un îlot, Cate et Ezra récoltent des champignons. Sur le bateau, Ezra enregistre des sons à l’aide d’un magnétophone, Will met à jour les cartes, Shannon regarde de vieilles cassettes, Cate cuisine, l’équipage joue aux cartes.
Conway et Shannon prennent le canot pour livrer le courrier au central téléphonique. La route est un sanctuaire à chauve-souris. Le paquet est réceptionné par Poppy, la dernière opératrice à travailler là. Alors que Shannon discute avec elle, Conway est emporté par les squelettes. Seule, Shannon retrouve le reste de l’équipage au restaurant Sam & Ida pour un repas tardif. C’est ensuite l’heure du concert de Clara dans un hameau environnant. Elle joue le thérémine. Le ferry stoppe enfin au silo, le dernier arrêt pour le groupe rejoint par Clara. La cargaison du camion est déchargée et le ferry repart.

### Acte V
Le groupe émerge du silo au petit matin, découvrant une petite ville dévastée par l’orage de la nuit passée. Deux chevaux sont morts dans l’inondation. La bibliothèque s’est effondrée, le local de la télévision communautaire est détruit. Il ne reste que très peu d’habitants sur place. Le groupe apprend à connaître cette petite communauté désemparée mais se préparant déjà à la suite. Se mêlent à eux des fantômes, souvenirs du passé de la ville : le peuple fondateur féru d’expérimentations, longtemps disparu ; la forte emprise qu’y avait la compagnie d'électricité, le tragique décès d’un ouvrier.
Enfin, il y a le 5 Dogwood Drive. Une grande armature de maison vide. Les meubles du camion de Conway y sont déménagés. À défaut de savoir qui a passé commande à la boutique d’antiquités, cette maison est un bel espace à aménager. Il pourrait se faire atelier, studio de musique, cuisine, nouvelle bibliothèque ou bien musée de l’histoire locale.
Les chevaux sont enterrés cérémonieusement. Le groupe ainsi que les esprits du passé chantent à cette cérémonie "I'm Going That Way", un chant gospel .
C’est l’heure des décisions. Et si Clara restait ici au lieu de repartir en tournée ou de rentrer en Lituanie ? Et si Junebug and Johnny posaient l’ancre là pour un temps et y aménageait un studio ? Et si Ezra restait ici avec sa nouvelle famille adoptive et son amie Flora au lieu de partir retrouver son frère et ses parents ? Et si Shannon s’installait là, montait un nouvel atelier, au lieu de rentrer résoudre ses affaires ou de chercher à sauver Conway ? Se pourrait-il qu’il est temps de prendre un nouveau départ dans une ville à reconstruire ?

## Système de jeu

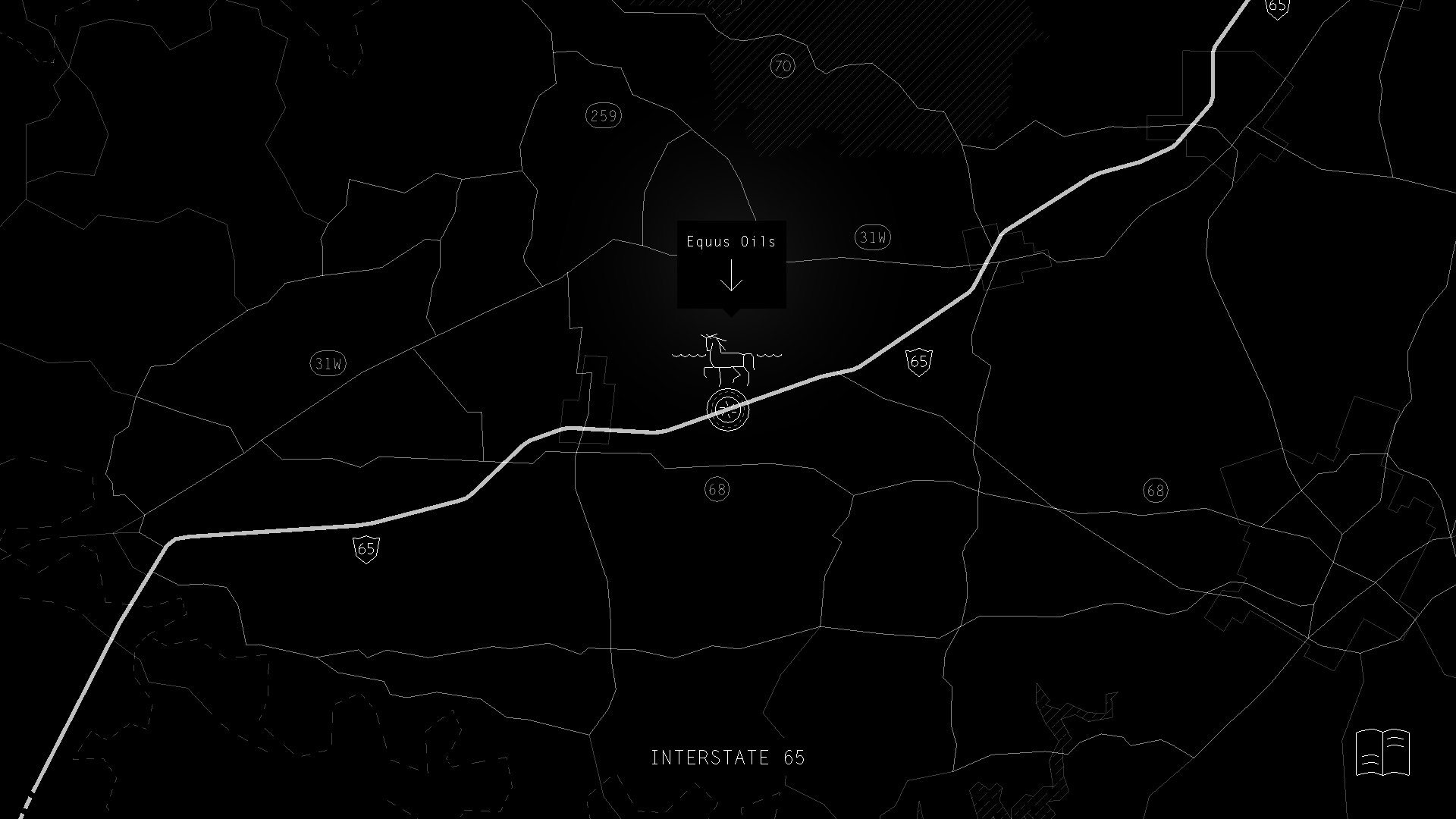
Capture d’écran :
Le jeu prend place en grande partie sur les routes du Kentucky, dans les environs du parc national de Mammoth Cave. En gras, l’Interstate 65.

Kentucky Route Zero est un jeu d’aventure graphique en pointer-et-cliquer. Les actions des personnages sont contrôlées en cliquant sur l’écran, soit pour les guider vers un autre lieu ou pour les faire interagir avec d’autres personnages ou objets. Les personnages peuvent aussi être dirigés directement avec un contrôleur tel un clavier ou une manette, particulièrement sur console. Le jeu ne contient pas de puzzles ou d’énigmes comme les classiques du genre, bien que les concepteurs en aient plusieurs fois envisagés, mais se concentre davantage sur l’histoire et l’atmosphère.
Les dialogues sont nombreux et, comme pour une fiction interactive, présentés sous forme textuelle plutôt que vocale (certaines scènes sont aussi entièrement textuelles). Une partie intégrante du gameplay est la sélection des répliques des personnages (parfois de plusieurs à la fois), d’abord celles de Conway puis celles des autres, modifiant la perspective de la narration et donnant la parole à d’autres points de vue. La narration d’autres passages est en discours rapporté, faisant dialoguer des personnages secondaires discutant des protagonistes principaux. Conway peut également parler à son chien (dont le nom est également un choix dans le jeu) :

« Ce sont des occasions pour des monologues, pour laisser Conway exprimer ce qu’il pense. Dans la plupart des scènes, nous essayons d’être naturaliste en ce qui concerne les dialogues. Ça mène à un peu moins d’exposition que ce qu’[on] pourrait vouloir introduire dans un autre genre de narration. Le chien marche très bien pour ça, il donne une occasion de revenir sur ou de dévoiler un peu la vie intérieure de Conway, le personnage. »

— Jake Eliott
Si les choix joués sont enregistrés, leurs conséquences ne sont pas « des états de réussite ou d’échec, ni des branches différentes de la narration ». Il s’agit « souvent de quels mots resteront en suspens, quels mots [il sera décidé] de confier à la mémoire du jeu ». Les choix ne sont donc pas stratégiques, les concepteurs cherchant plutôt à proposer « une expérience plus humaine, plus empathique ». Parfois certains choix concernent les bagages ou le passé du personnage : « Dans une scène, [il est possible de faire parler Conway] de ses parents. D’autres choix deviennent impossibles après ça, puisqu’il a maintenant été décidé de qui étaient ses parents ».
Le jeu est divisé en plusieurs lieux, que Conway peut rejoindre en utilisant son camion. Une carte routière est alors affichée, qui s’utilise pour naviguer en déplaçant l’icône du camion. Cette carte « est basée sur de vrais endroits, simplement altérés d’une manière ou d’une autre ». La carte de la Route Zero est différente, et semble physiquement impossible. Elle n’a que deux directions et se navigue en sens horaire ou anti-horaire.

## Développement
Cette section ne s'appuie pas, ou pas assez, sur des sources secondaires ou tertiaires indépendantes du sujet. Le texte peut contenir des analyses inexactes ou inédites de sources primaires.
Pour l'améliorer, ajoutez-en, ou placez des modèles {{Source secondaire souhaitée}} ou {{Source secondaire nécessaire}} sur les passages mal sourcés. (octobre 2023)

### Récapitulatif

Lettrage du titre du jeu avant 2020 et la sortie du dernier acte.

| Titre                         | Médium                                       | Date de sortie   |
| ----------------------------- | -------------------------------------------- | ---------------- |
| Act I                         | Jeu vidéo                                    | 7 janvier 2013   |
| Limits & Demonstrations       | Jeu vidéo, Exposition artistique             | 8 février 2013   |
| Act II                        | Jeu vidéo                                    | 31 mai 2013      |
| The Entertainment             | Jeu vidéo, Pièce de théâtre                  | 22 novembre 2013 |
| Act III                       | Jeu vidéo                                    | 6 mai 2014       |
| Here And There Along The Echo | Jeu vidéo, Serveur vocal interactif          | 30 octobre 2014  |
| Act IV                        | Jeu vidéo                                    | 19 juillet 2016  |
| WEVP-TV                       | Web TV                                       | dès l’été 2016   |
| Un Pueblo De Nada             | Jeu vidéo, Émission de télévision, Art vidéo | 25 janvier 2018  |
| Act V                         | Jeu vidéo                                    | 28 janvier 2020  |
| The Death of the Hired Man    | Jeu vidéo                                    | 28 janvier 2020  |

### Historique
|              |  |                |
| Jake Elliott |  | Tamas Kemenczy |

Jake Elliott fonde Cardboard Computer en 2010. Il réalise cette année-là plusieurs jeux courts, dont A House in California, qui est sélectionné à l’Independent Games Festival. Il est rejoint par Tamas Kemenczy, les deux se connaissent depuis leur rencontre à l’École de l'Art Institute of Chicago, avec qui il annonce le 7 janvier 2011 le développement de Kentucky Route Zero, « un jeu d’aventure réaliste magique à propos d’une autoroute secrète dans le Kentucky et des mystérieuses personnes qui y circulent ». Une campagne de financement participatif est lancée sur Kickstarter pour supporter le développement du jeu, initialement annoncé pour l’automne 2011 avec un acte tous les trois mois. L’objectif est de réunir 6 500 dollars ; 8 583 sont atteints le 6 février 2011.
Les auteurs ont des précédents dans l’art contemporain, la musique bruitiste, l’art performance, notamment au sein du collectif Critical Artware, s’intéressant aux connexions entre l'art vidéo et l’art logiciel. Concernant le jeu vidéo, les deux développeurs avaient précédemment travaillé ensemble aux côtés de Jon Cates sur le jeu Sidequest,, sorte de biographie surréaliste de William Crowther « à mi-chemin entre [Colossal Cave Adventure] et Dans la peau de John Malkovich » se déroulant dans Mammoth Cave, dans le Kentucky. Le jeu revisitait Colossal Cave Adventure, considéré comme le premier jeu d'aventure, le remixant avec des références à Arpanet, au Stanford AI Lab (en), et aux théories de la Terre creuse,. Quelques années plus tard, alors que Jake et Tamas réfléchissent à un nouveau projet à faire ensemble, Jake a l’idée de ce qui deviendra Kentucky Route Zero alors qu’il traverse Mammoth Cave en route pour Nashville. Cardboard Computer est complété du musicien Ben Babbit, qui se charge de la bande originale (voir infra).
Le premier acte est finalement publié en janvier 2013. Le jeu est disponible pour Gnu/Linux, macOS et Windows. Le jeu est distribué sur son site, puis vendu sur Humble Store pour 25 dollars, l’achat de l’acte incluant la précommande des suivants (une formule consistant à la possibilité d’acheter séparément chaque acte est rapidement abandonnée). En plus du jeu sans DRM, la commande donne l’accès à la bande originale, à une lettre d'information et à une copie du jeu pour Steam. Le jeu est depuis également vendu sur les plateformes itch.io et GOG.com.
Fin-août 2017, Cardboard Computer annonce via sa lettre d’actualité le port imminent du jeu pour les consoles de salon, en partenariat avec la société de production Annapurna Interactive. Le jeu est adapté pour Nintendo Switch, PlayStation 4 et Xbox One, dans des versions intitulées « TV Edition » et prévues à l’occasion de la sortie du dernier acte. Sont également annoncées des traductions du jeu en français, italien, allemand, espagnol, espagnol d'Amérique, japonais, et coréen.
Une version bêta des améliorations réalisées en vue de la TV Edition est publiée via la plate-forme Steam à partir du 22 avril 2018. Cette version inclut entre autres une interface et des menus entièrement retravaillés, les intermèdes empaquetés avec le reste du jeu, et une première mouture des traductions pour le premier acte. En septembre 2018, les auteurs ouvrent un compte Patreon afin de financer le reste du développement et de documenter plus ouvertement l’avancée de leur travail,. Le 7 janvier 2020, la sortie de la TV Edition et du cinquième acte est finalement annoncée et le jeu complet est publié le 28 janvier 2020. Les éditions pour Nintendo Switch et PlayStation 4 sont également publiées sur supports physiques par iam8bit (en), dans des boîtes contenant le jeu et une carte de la Route Zero,. En septembre 2020, Annapurna Interactive commercialise le jeu au format physique au sein d'une collection de huit titres qui ont fait le succès de la jeune structure d'édition :  Outer Wilds, What Remains of Edith Finch, Gorogoa, Sayonara Wild Hearts, Telling Lies, Donut County et Wattam.
En juin 2022, une version mobile du jeu est annoncée, en vue d’une distribution via Netflix Games sur Android et iOS. Cette version est publiée le 13 décembre 2022, est accessible avec un abonnement Netflix, et propose une nouvelle interface, ainsi qu’une nouvelle traduction japonaise, et des traductions en mandarin (une en caractères simplifiés et une en caractères traditionnels), portugais brésilien, arabe, thaï, polonais, suédois et turc, des ajouts qui seront plus tard intégrés sur toutes les autres plateformes.
Des mises à jour pour PlayStation 5 et Xbox Series sont publiées le 17 août 2023.

### Style et influences
« La scénographie du théâtre du XXe siècle est incroyablement riche en exemples qui abordent la frontière entre immersion et disjonction. Ça a été une source vitale d’inspiration pour appréhender les espaces du jeu et sa direction artistique. »

— Jake Elliott

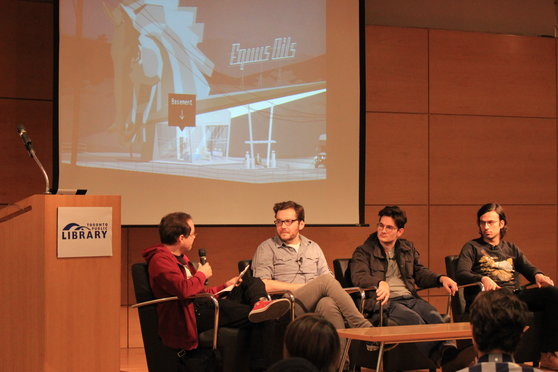
Jake Elliott, Tamas Kemenczy et Ben Babbitt au micro de Miguel Sternberg à la bibliothèque de recherche de Toronto.

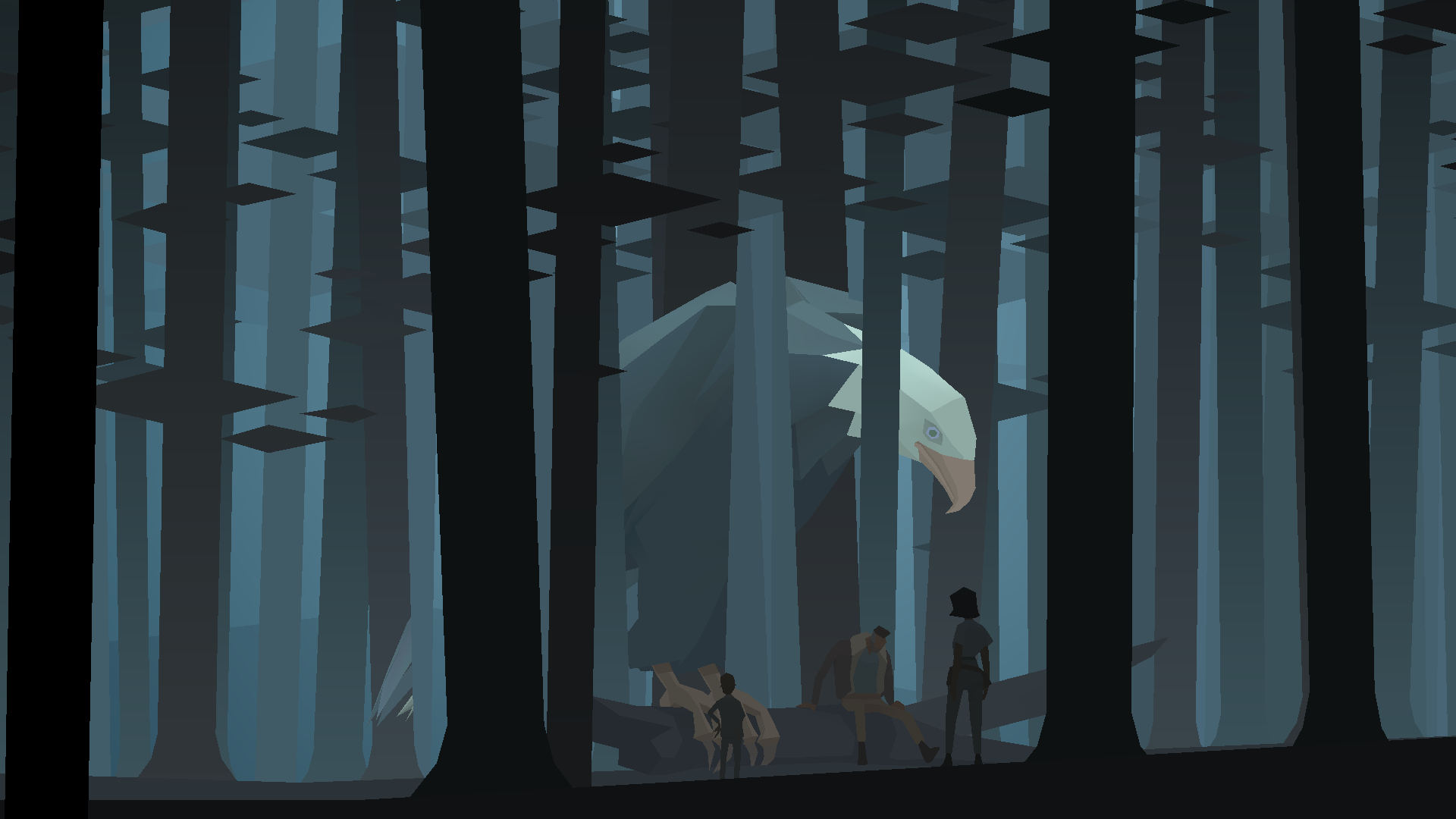
Capture d’écran :
La scène de la forêt est adaptée du tableau Le blanc-seing de René Magritte.

Les auteurs sont grandement inspirés par le théâtre, principalement le théâtre américain du milieu du XXe siècle. Ces références influencent aussi bien la construction des dialogues que les décors et la mise en scène.
En termes de cinéma, les réalisateurs David Lynch, Roy Andersson, Andreï Tarkovski, Werner Herzog, Steina Vasulka (en), Michelangelo Antonioni et Robert Wiene sont cités comme influences, ainsi que les films Equus, Wavelength, Le quattro volte et L'Arche russe. Les vidéos Le Cours des choses et Scan Processor Studies sont aussi des inspirations,.
Le jeu est présenté comme appartenant au genre du réalisme magique ; les travaux de Salman Rushdie et Gabriel García Márquez (qui prête son nom de famille aux personnages de Weaver et Shannon, prénommées sinon d’après le modèle de communication de Shannon et Weaver) sont mentionnés pour leur manière d’« utiliser le fantastique et le réalisme comme des techniques pour écrire pour et à propos de personnes marginalisées ». Le jeu peut aussi être connecté à la littérature de la Grande Dépression, comme l’œuvre de John Steinbeck, et au genre Southern Gothic : les écrits de Carson McCullers, Flannery O'Connor et William Faulkner sont mentionnés comme possibles influences, ainsi que les poèmes de Robert Frost,. Les thématiques de la crise économique et de la dette sont récurrentes. Les pièces de Arthur Miller et Tennessee Williams inspirent au jeu les thèmes de l’alcoolisme, de la mémoire et du regret.
D’un point de vue de son gameplay, Kentucky Route Zero est développé comme un jeu d'aventure en point-and-click, influencé et se métamorphosant parfois en jeu d'aventure textuel. Le développement du jeu se démarre pourtant sur la piste du jeu de plates-formes à défilement horizontal à la manière d’un Metroidvania, portant sur l’exploration ; des énigmes, des puzzles et des compagnons choisis pour principalement leurs aptitudes étaient envisagés. Incohérentes avec l’orientation que prenait le jeu, ces directions sont laissées de côté et les choix finaux sont tout autres.
Les décors, objets et personnages sont réalisés avec Blender et le jeu est développé sous Unity,. Le style graphique — dont la direction artistique est de Tamas — se transforme pendant le développement, évoluant d’une apparence détaillée et texturée telle que présente dans la bande-annonce Kickstarter, pour devenir plus stylisé, angulaire et aux bords crénelés (algorithme de Bresenham).
La majorité des textes du jeu sont composés en Letter Gothic (en), une police de caractères réalisée par IBM au Kentucky pour ses machines à écrire Selectric, rendant la lecture du jeu similaire à celle du tapuscrit d’une pièce de théâtre. Les auteurs prennent particulièrement soin de la typographie. L’usage de l’italique est influencé par Le Bruit et la Fureur de William Faulkner. L’animation du texte tente de simuler le rythme de la parole, comme le font des jeux comme EarthBound. Le roman La Maison des feuilles de Mark Z. Danielewski influence également la composition typographique.

### Acte I

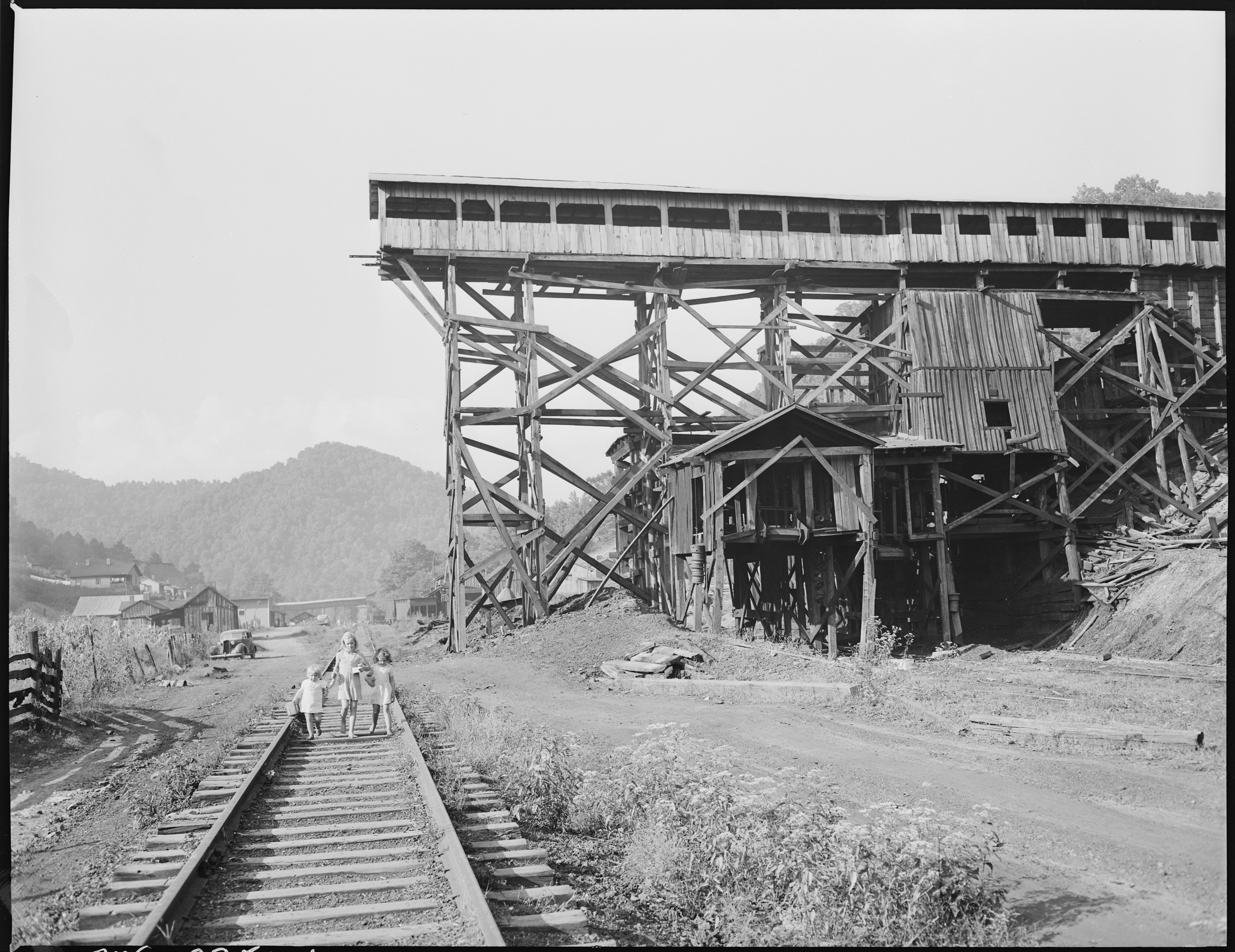
Mine dans le Kentucky photographiée par Russell Lee (1946), référence pour l’apparence extérieure de la mine Elkhorn.

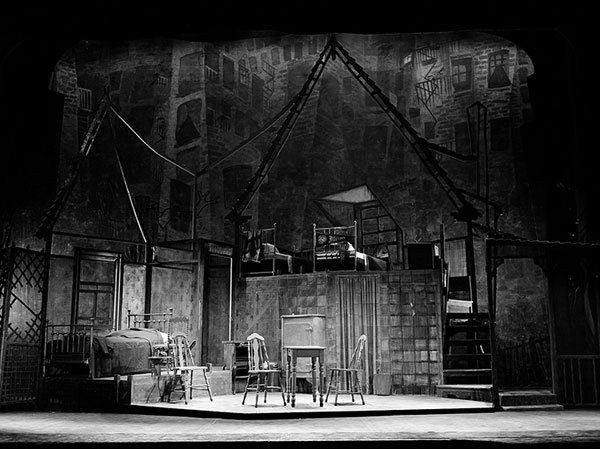
Scénographie par Jo Mielziner de Mort d'un commis voyageur (1949), inspiration pour la maison des Márquez.

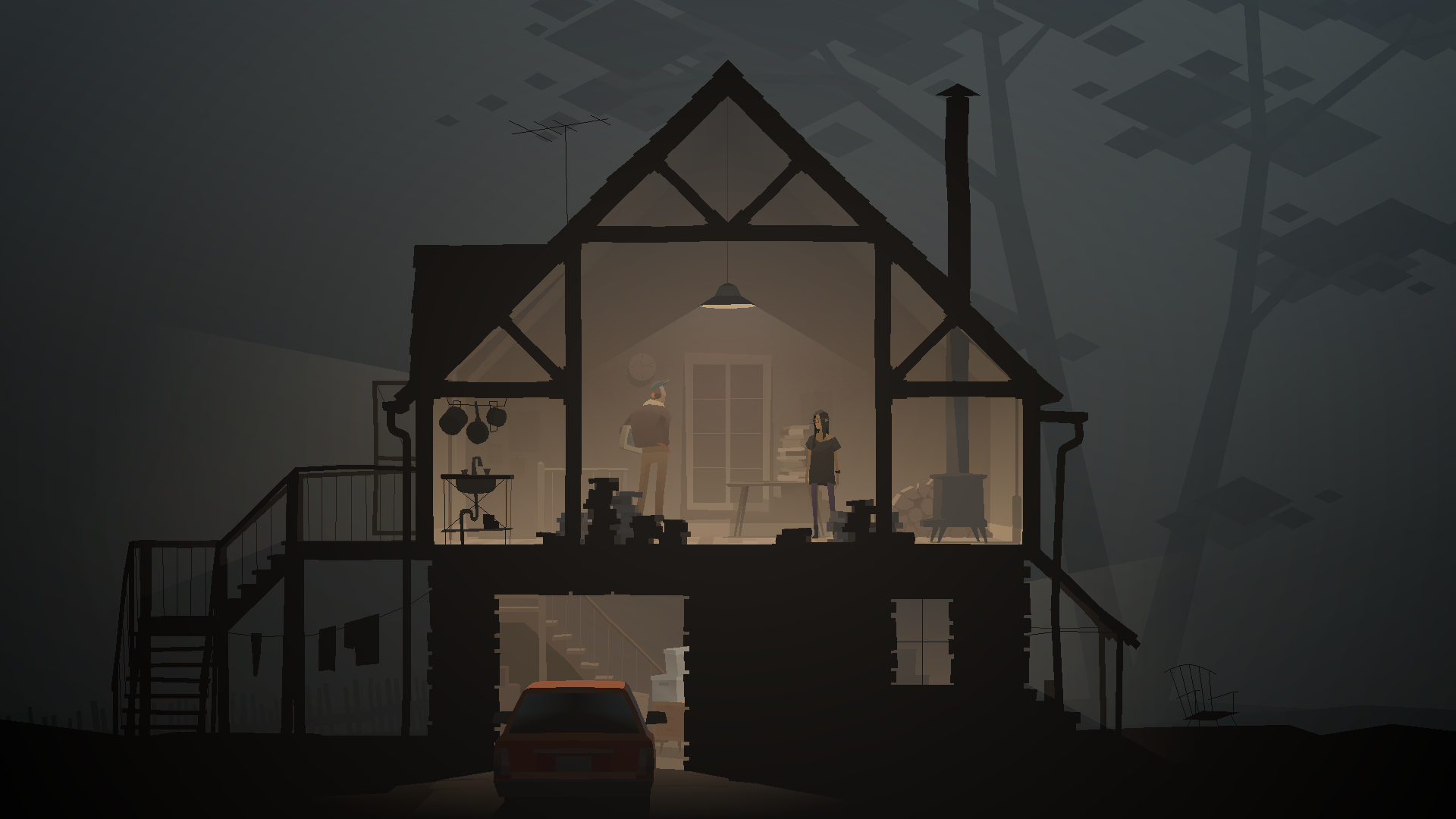
Capture d’écran :
La ferme des Márquez telle qu’elle apparaît dans le jeu.

Le premier acte est publié le 7 janvier 2013.
Les origines de la scénographie de certaines scènes sont théâtrales. La maison des Márquez peut être retracée aux décors de Mort d'un commis voyageur de Arthur Miller par Jo Mielziner, à l’intégrité changeante lors des scènes de rêve éveillé, les acteurs pouvant traverser les murs lors de ces scènes, ainsi qu’à son adaptation cinématographique par Volker Schlöndorff où l’effet est accentué par le montage et l’éclairage. L’utilisation de l’espace dans cette scène et dans d’autres est également influencée par le travail de théâtre tridimensionnel de Adolphe Appia. Les décors de Beowulf Boritt (en) pour une pièce adaptée de Working de Studs Terkel se retrouve dans l’intérieur de la mine Elkhorn.
L’architecture de la station service Equus Oils est basée sur celle d’une station photographiée par Edward Ruscha dans Twentysix Gasoline Stations. La mine Elkhorn utilise également comme référence visuelle les clichés de Russell Lee, réalisés dans le cadre une étude sur les miniers du Kentucky pour la Farm Security Administration. Les histoires à propos du lieu et de ses travailleurs se basent quant à elles sur celles rapportées par Studs Terkel dans ses ouvrages.
La scène de la mine est originellement pensée comme un puzzle ou un labyrinthe avant d’être finalement réimaginée de manière plus explorative et narrative.

### Limits & Demonstrations
Peu après la sortie du premier acte, le 8 février 2013, est publié Limits & Demonstrations, un jeu plus court et gratuit. Initialement pensé comme une sorte de démonstration permettant aux personnes potentiellement intéressées par le jeu principal de tester la compatibilité de leur carte graphique avec Kentucky Route Zero, l’épisode évolue davantage lors de sa conception, devenant une œuvre accompagnant le jeu principal, qui sera le premier d’une série d’intermèdes.
Le jeu propose une visite, par l’intermédiaire des personnages d’Emily, Ben et Bob, d’une exposition rétrospective consacrée à l’artiste Lula Chamberlain, un personnage récurrent des actes suivants. L’artiste « nouveau média » est présentée comme une contemporaine de Nam June Paik et John Cage. Les œuvres présentées datent de la fin des années 1960, début des années 1970. En réalité, certaines installations sont inspirées d’autres pièces réelles.
Visage est inspiré d’un poème tiré du livre The Policeman's Beard Is Half Constructed, supposément écrit par le programme d’intelligence artificielle Racter (en) (contraction de « raconteur »), développé au début des années 1980 par William Chamberlain et Thomas Etter :

« Slice a visage to build 
 A visage. A puzzle to its owner. »

— Racter (en)
Overdubbed Nam June Paik installation, in the style of Edward Packer est une installation mêlant le principe de Random Access de Nam June Paik, une composition de bandes magnétiques disposées sur un mur, que le visiteur peut lire grâce à une tête de lecture portable, et celui de la fiction interactive. C’est une libre adaptation jouable, et supposément audio, de Colossal Cave Adventure, le premier jeu d’aventure textuel pour ordinateurs.
Basement Puzzle #2 (artist, sunset, and horse) est la récupération d’un puzzle non utilisé pour le premier acte, et Vertex Texture Fetch et Spinning Coin, Suspended, Correcting for Angular Motion seraient des œuvres originales.
L’exposition virtuelle est recréée physiquement à l’automne 2013 dans la galerie Little Berlin à Philadelphie, en Pennsylvanie par Lee Tusman. Limits and Demonstrations: A Lula Chamberlain Retrospective se tient en octobre 2013 ; aucune mention n’est faite de la nature fictive de l’artiste exposée.

### Acte II
Le deuxième acte est publié le 31 mai 2013, et constitue une suite directe à l’acte précédent.
Les locaux du Bureau of Reclaimed Spaces où s’ouvre l’acte, cette institution publique fictive qui reconvertit des bâtiments pour de nouvelles utilisations, sont basés sur deux édifices réels : l’église St Bride (en) d’East Kilbride en Écosse, des architectes Gillespie, Kidd & Coia (en), prête ses murs de briques et ses alcoves ; L’église Maria Königin des Friedens de Neviges (en) à Velbert en Allemagne, par Gottfried Böhm, est à l’origine des balcons et de l’intérieur paraissant extérieur.
Gaston Bachelard, philosophe et auteur de La Poétique de l’espace, prête son nom au Gaston Trust for Imagined Architecture et la thématique de la distinction confuse entre intérieur et extérieur. Le Museum contient une maison Dymaxion. L’illusion entre les arbres de la scène en forêt est issue de Le blanc-seing de René Magritte.

### The Entertainment

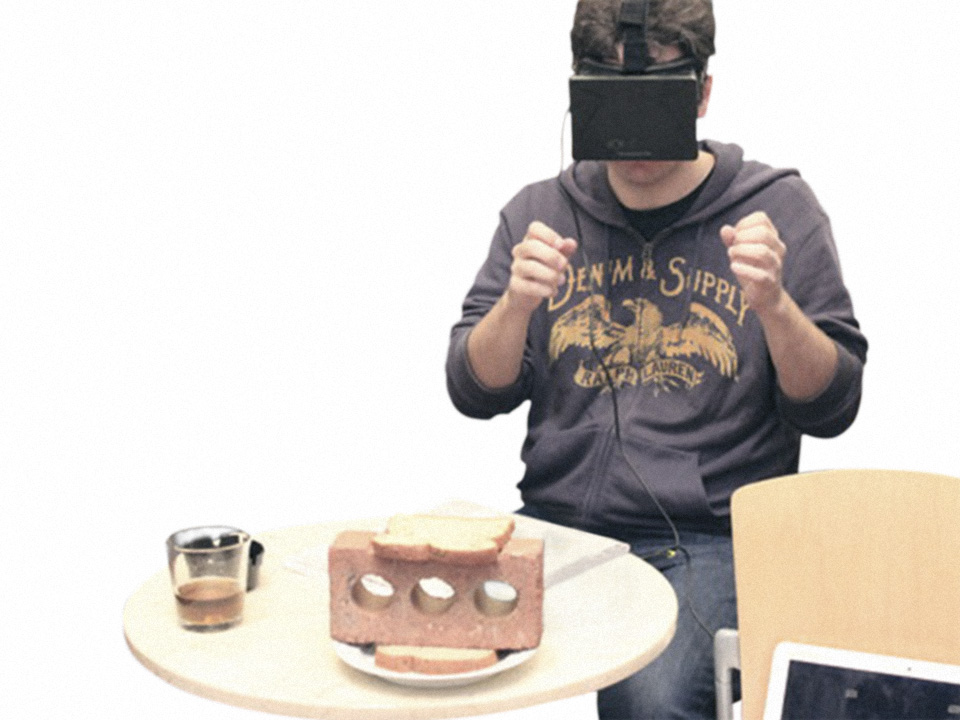
La version en réalité virtuelle de The Entertainment. Les objets sur la table reproduisent le décor visionné lorsque l’intermède est joué.

Un second intermède, The Entertainment, est publié le 22 novembre 2013. Le jeu propose d’incarner un figurant dans une pièce de théâtre dont l’action se déroule dans le bar The Lower Depths, visité par la suite dans le troisième acte. Le rôle ne comportant pas de répliques, l’interaction consiste à assister à la pièce, accompagné par la possibilité de lire les didascalies, les notes de production et les commentaires des critiques présents parmi les spectateurs.
Fictionnellement, la pièce est une adaptation pour représentation simultanée de deux pièces antérieures de Lem Doolittle : A Reckoning et A Bar-Fly, réalisée par Joseph Wheatree, aujourd’hui le tenancier de la station service visitée dans le premier acte. Les décors sont de Lula Chamberlain. La représentation qui se déroule dans le jeu prend place le 16 novembre 1973 et est accomplie par les comédiens du Buffalo Street Student Theatre.
Les vrais auteurs, Jake Elliott et Tamas Kemenczy, citent l’influence des dramaturges Eugene O'Neill, Samuel Beckett et Maxime Gorki, qui sont des références pour la série en général, et cet intermède en particulier, en particulier, les pièces Le marchand de glace est passé et Les Bas-fonds (qui donne son titre anglophone, The Lower Depths, au bar où se déroule The Entertainment). Le sandwich de brique est une référence à la loi Raines (en). Le morceau Letter Full of Promises est de Ben Babbitt, adapté d’une chanson de Juanita Rogers et d’enregistrements de Sun Ra.
Une édition en réalité virtuelle pour l’Oculus Rift est mise au point en premier lieu. La mise en scène du jeu s’avère pour cette raison différente des précédents opus de Kentucky Route Zero : la vue est subjective, le cadre est guidé par les mouvements de la tête de la personne portant le masque. Le jeu est présenté sous cette forme au festival WordPlay organisé par Hand Eye Society à la Reference Library de Toronto le 16 novembre 2013, un évènement consacré aux jeux contemporains utilisant en grande partie le texte et les mots.
Le texte de la pièce est publié dans un livre imprimé, via la plate-forme d’auto-édition en ligne Lulu. L’ouvrage contient les deux pièces originales et, tout comme le jeu, les notes de production et les articles des critiques ayant assistés à la représentation.

### Acte III

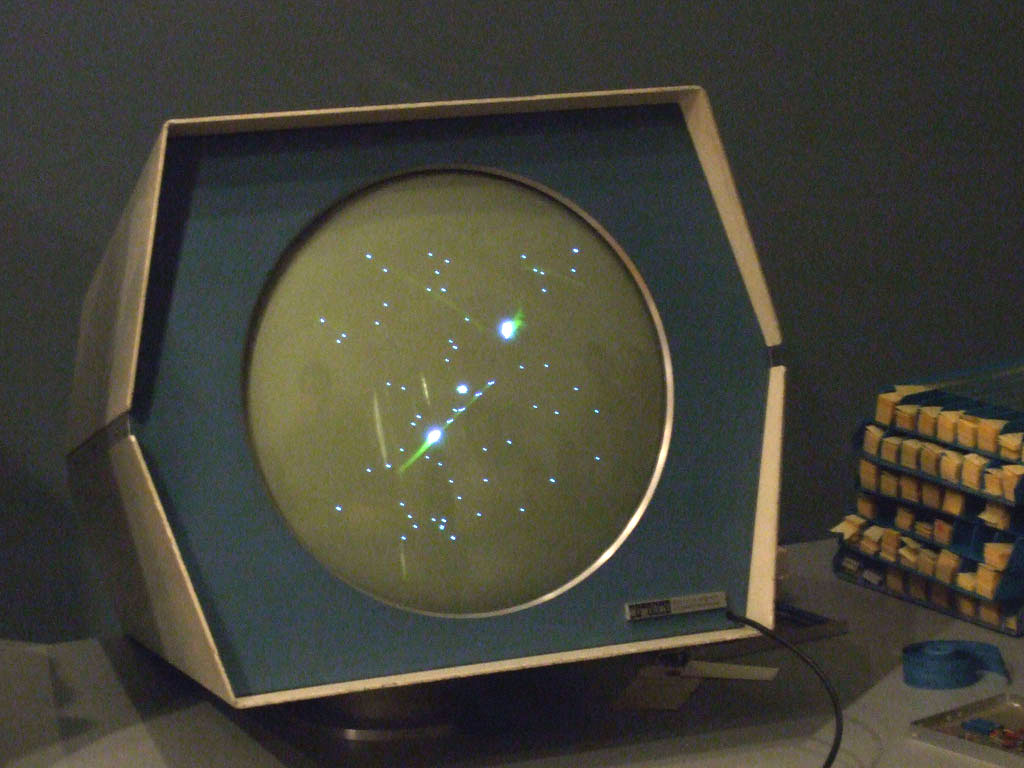
Le système Xanadu présent dans cet acte a plusieurs inspirations ; son apparence est calquée sur celle de l’ordinateur PDP-1, à l’écran rond.

Le troisième acte est publié le 6 mai 2014.
L’attente sous un arbre mort le long d’une petite route et certains extraits des dialogues sont des références directes à En attendant Godot de Samuel Beckett. La musicienne Junebug est inspirée en partie de Loretta Lynn, dont la vie est racontée dans le film Nashville Lady ; comme Loretta, Junebug a évolué de la mine à la musique, et sa robe lors de la scène du concert est basée sur un costume de la musicienne du Tennessee. La distillerie référence les décors de Ken Adam.
La scène du Hall of the Mountain King, qui emprunte son nom au morceau Dans l'antre du roi de la montagne, est le premier environnement à être prototypé par les auteurs au début du développement. D’abord une immense grotte labyrinthique faite pour être explorée longuement, elle est finalement retravaillée pour devenir plus petite, linéaire et intimiste. Les références de cette scène et le projet Xanadu qui en est le propos sont multiples : si le nom vient du poème Kubla Khan de Samuel Taylor Coleridge ou des maisons Xanadu, le projet Xanadu de Ted Nelson et le jeu Colossal Cave Adventure, déjà revisité par Jake et Tamas dans leur projet Sidequest (voir supra), sont à l’origine du concept de ce système mêlant hypertexte et fiction interactive.
Donald est nommé d’après Don Woods, et ses assistants d’après Roberta Williams (dont le jeu Mystery House avait précédemment inspiré Jake pour A House in California), Amy Briggs et Andrew Plotkin (en), tous des figures du jeu d'aventure. Le design de l’ordinateur Xanadu est basé sur celui du PDP-1, et ses sonorités sont réalisés avec un synthétiseur E-mu.

### Here And There Along The Echo

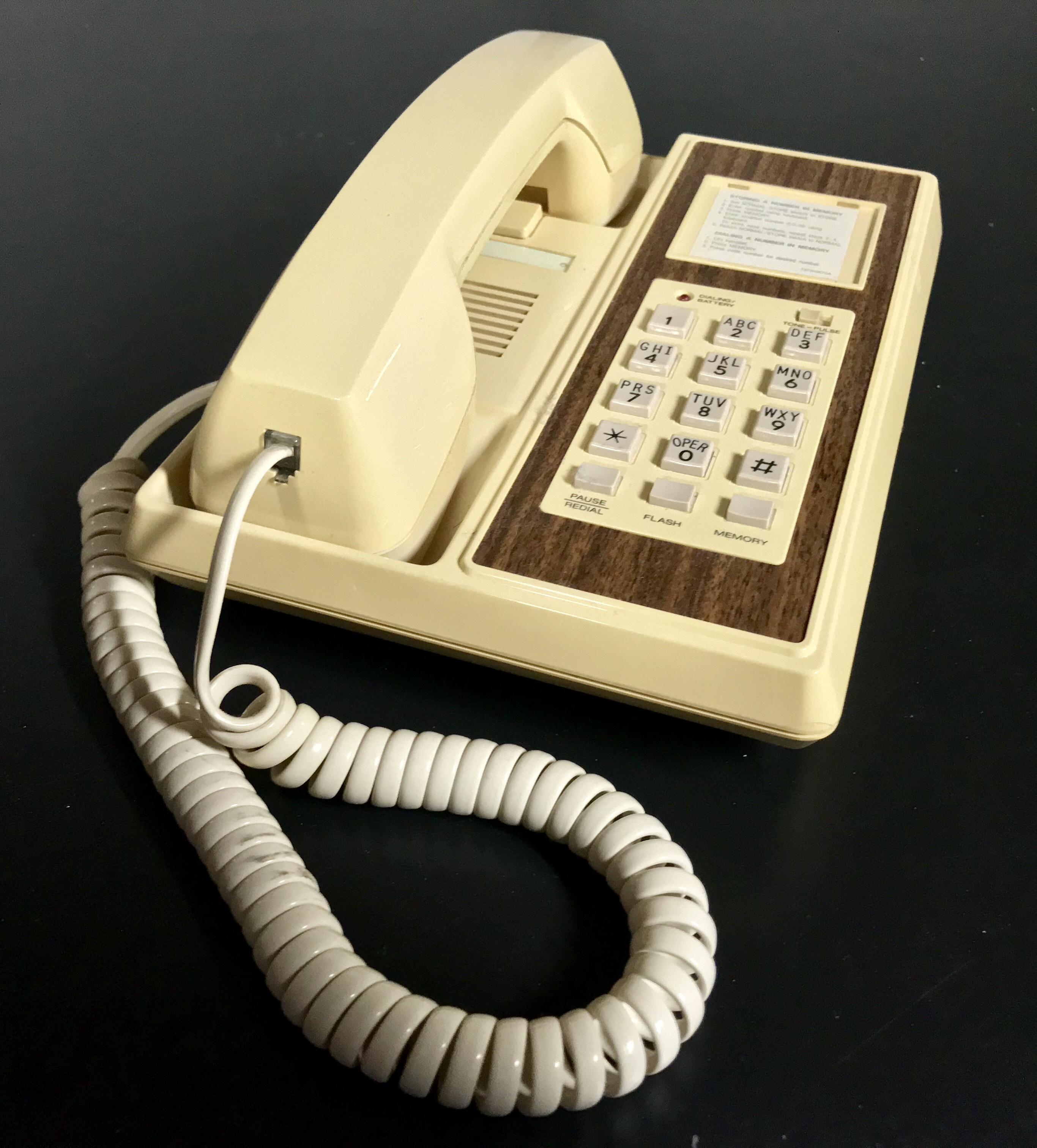
Weird Telephone #2, un téléphone RadioShack modifié pour un accès autonome à Here And There Along The Echo, second appareil vendu aux enchères par Cardboard Computer.

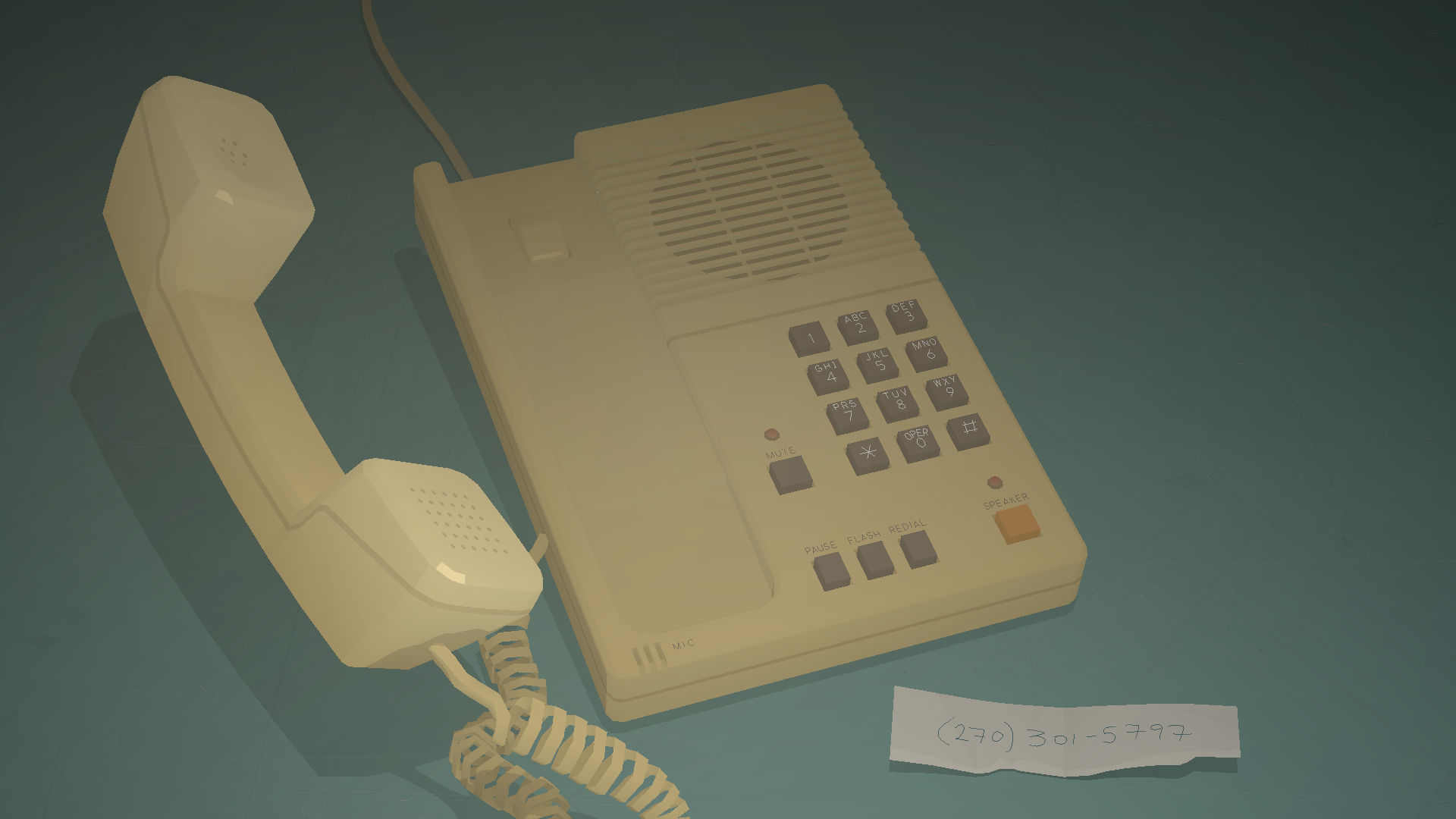
Capture d’écran :
Un téléphone virtuel apparaissant dans Here And There Along The Echo.

Le 30 octobre 2014 est publié le troisième intermède, Here And There Along The Echo, un serveur vocal interactif accessible par téléphone. Il s’agit d’un guide pour les visiteurs de la rivière Echo dans le parc national de Mammoth Cave.
Une version en jeu vidéo est également proposée au téléchargement, simulant l’utilisation d’un téléphone.
À la suite de la publication, trois téléphones réels, surnommés « Weird Telephones », sont successivement mis en vente aux enchères, entre octobre 2014 et mars 2015 : le premier sur eBay, le second sur un flux vidéo en ligne accompagné d’un numéro de téléphone à la manière d’un télé-achat, le troisième lors d’un évènement organisé par VGA Gallery dans une salle de cinéma de Chicago. Un quatrième modèle est fabriqué mais n’est pas mis aux enchères. Ces répliques autonomes permettent l’accès au serveur vocal de Here And There Along The Echo sans connexion à un réseau téléphonique. L’un des téléphones est exposé au Victoria and Albert Museum en 2018 et 2019.
L’acteur Will Oldham prête sa voix au guide du Bureau of Secret Tourism. Dans la version informatisée, la voix additionnelle de l’opératrice est celle de l’actrice Poppy Golland.

### Acte IV

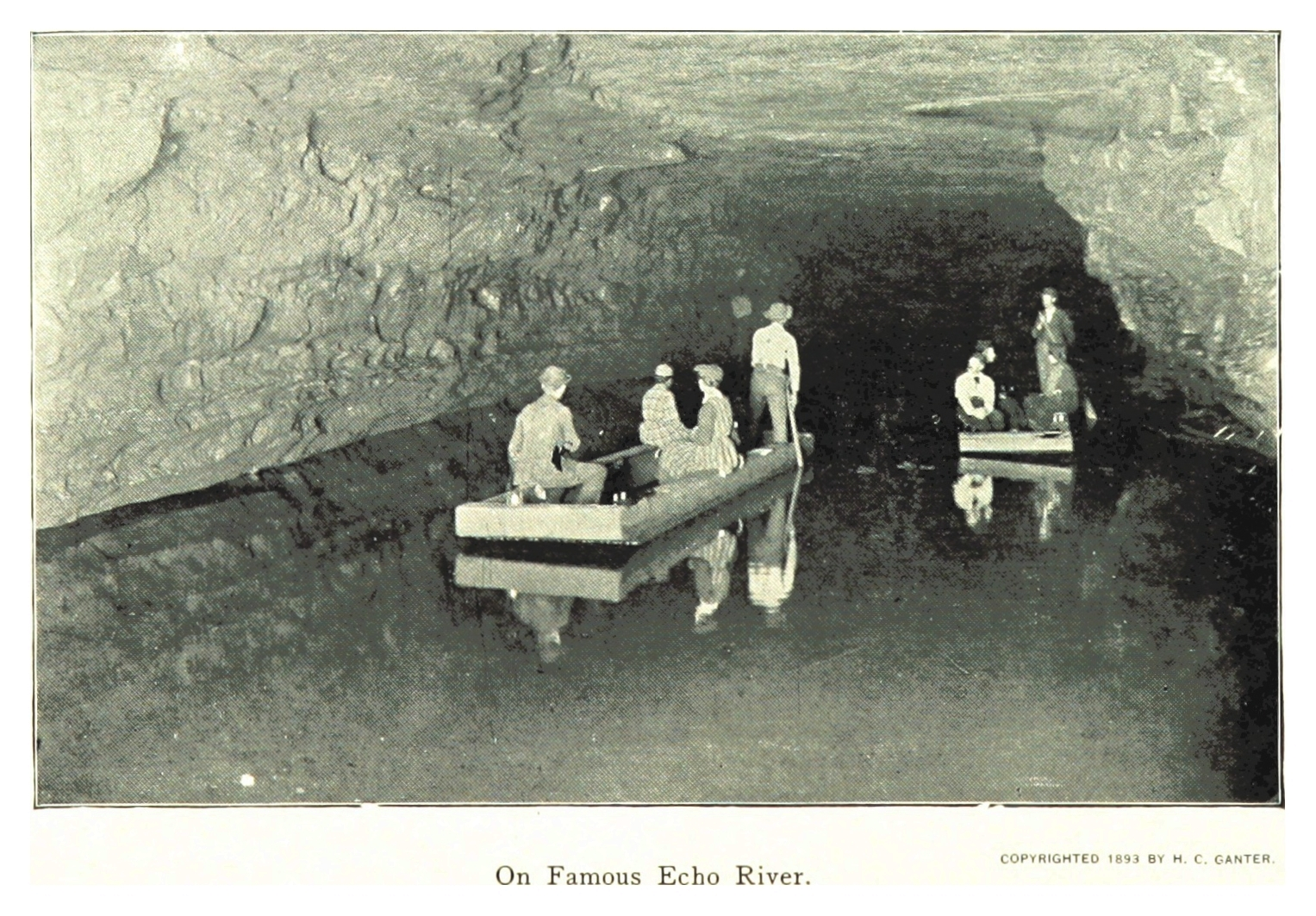
La vraie rivière souterraine Echo, lieu de l’action du quatrième acte.

Le quatrième acte est publié le 19 juillet 2016.
Son développement requiert la création de nombreux nouveaux environnements et la réécriture du moteur de dialogues.

### WEVP-TVetUn Pueblo De Nada

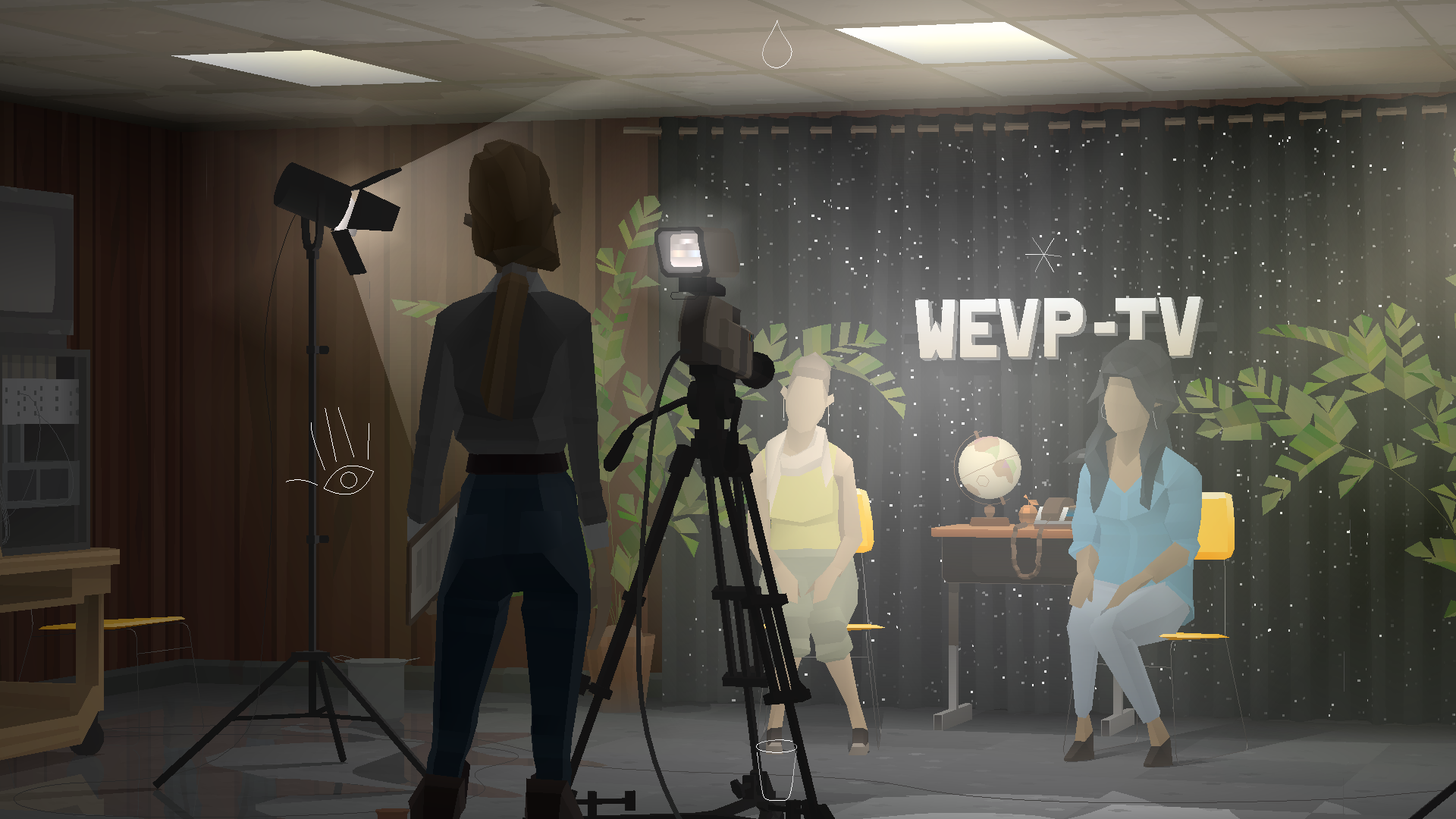
Capture d’écran :
Tournage en cours sur le plateau de la chaîne de télévision WEVP-TV.

Le quatrième acte introduit dans l’univers du jeu WEVP-TV, une chaîne de télévision associative locale (« community television ») par et pour les habitants de la région, et établit ses liens avec plusieurs des personnages.
Cardboard Computer met aussi en ligne le site wevp.tv. Il s’agit d’une Web TV dont le programme est changé tous les quelques mois, à raison d’une vidéo à la fois. Plusieurs types de contenu y sont diffusés : des films de tiers partis (reportages et art vidéo), des séquences d’information réalisées avec une console de titrage VHS (série A note from “Aunt Connie”, et Technical Difficulties), et des émissions inédites en prise de vues réelle (concert télévisé des personnages de Junebug et Johnny pour leur single Static Between Stations, épisode no 8192 de The Evening Broadcast).
Le projet culmine avec la publication le 25 janvier 2018 d’un nouvel intermède, Un Pueblo De Nada (en espagnol, « un peuple de rien » ou « un village de rien », voir pueblo). Ce jeu vidéo a pour principale protagoniste Emily, productrice à WEVP-TV, lors du tournage et de la diffusion en direct de l’épisode no 8192 de The Evening Broadcast. On y retrouve d’autres personnages familiers, en plus de l’introduction de nouvelles figures.
La sortie de cet intermède coïncide avec la mise en ligne de la version filmée de l’épisode en question. Réalisé dans les locaux de la Hardin County Educational and Community Television, cette production met en scène Mireya Lucio (dans le rôle de Rita), Amelia Heather Word (Maya), M. Shane Abell (Ron), Drew Ackerman (Geoff), Carmen Caldera (Nikki), Ben Babbitt (Cyrano), et Tamas Kemenczy (Elmo).
Un numéro de téléphone permet de joindre la messagerie vocale de la chaîne et de laisser un message au personnage de Rita.

### Acte V etThe Death of the Hired Man
« L’histoire est une tragédie ; la fin est tragique. »

— Jake Elliot
Le cinquième et dernier acte est publié le 28 janvier 2020. Un épilogue intégré au reste du jeu, The Death of the Hired Man, sort simultanément ; il se déverrouille après avoir complété le cinquième acte, si un certain personnage a été rencontré dans le premier acte

## Son et musique
« Une des grandes sources d’inspiration dans laquelle nous puisons vient de la culture du Kentucky même : c’est la musique bluegrass. Elle se base principalement sur des hymnes, des hymnes arrangées en folk. La plupart sont à propos de la mort, ce qui est vraiment curieux : la mort, la peur de la mort, la peur de dieu, ou la mort comme soulagement parce que ça veut dire qu’il n’y a plus à travailler. La mort est très ancrée dans la culture du Kentucky. »

— Jake Eliott

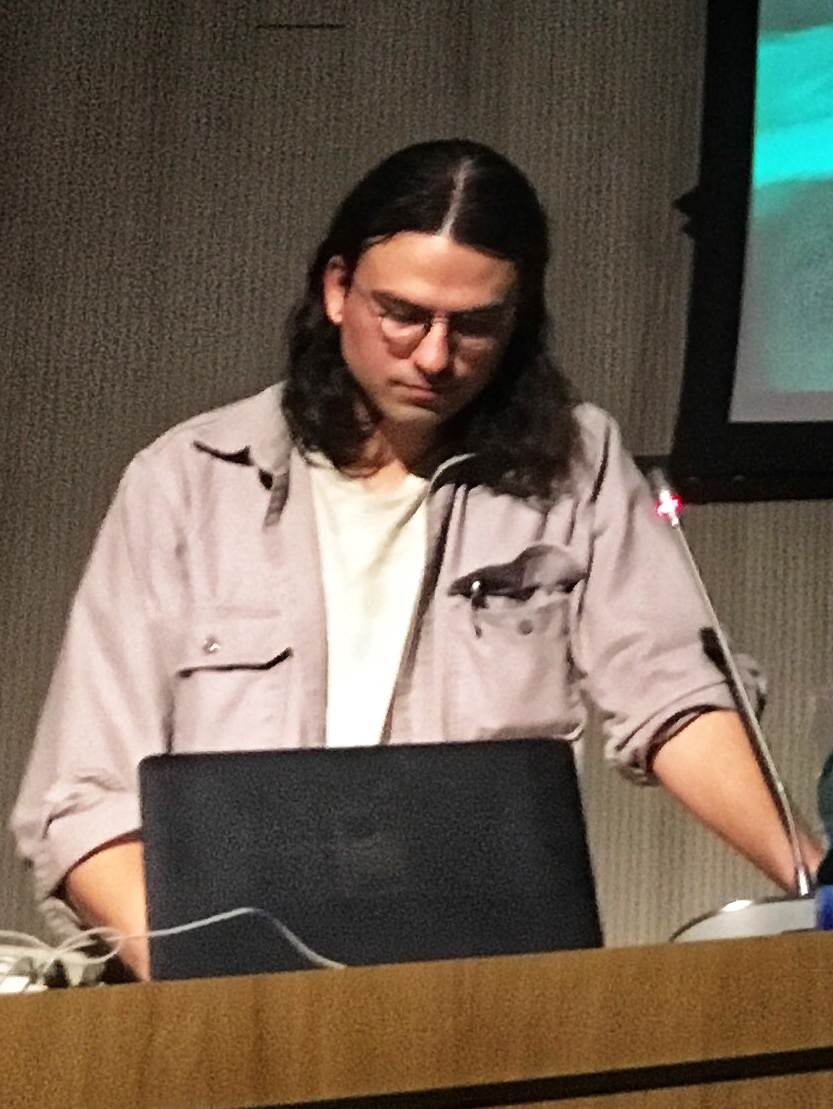
Ben Babbitt à l’université libre des langues et de la communication de Milan.

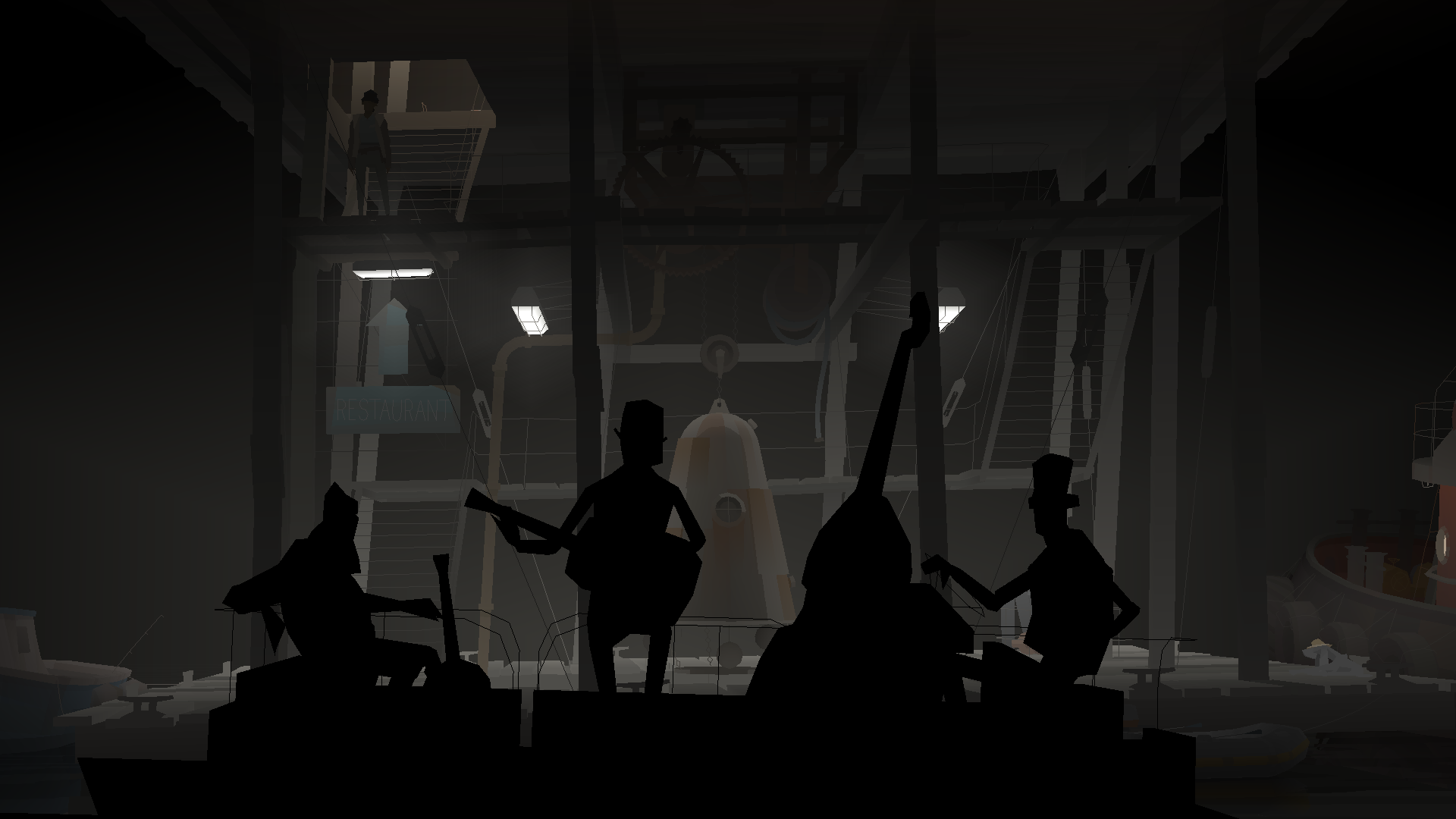
Capture d’écran :
Les silhouettes du groupe de bluegrass The Bedquilt Ramblers apparaissent dans chaque acte.

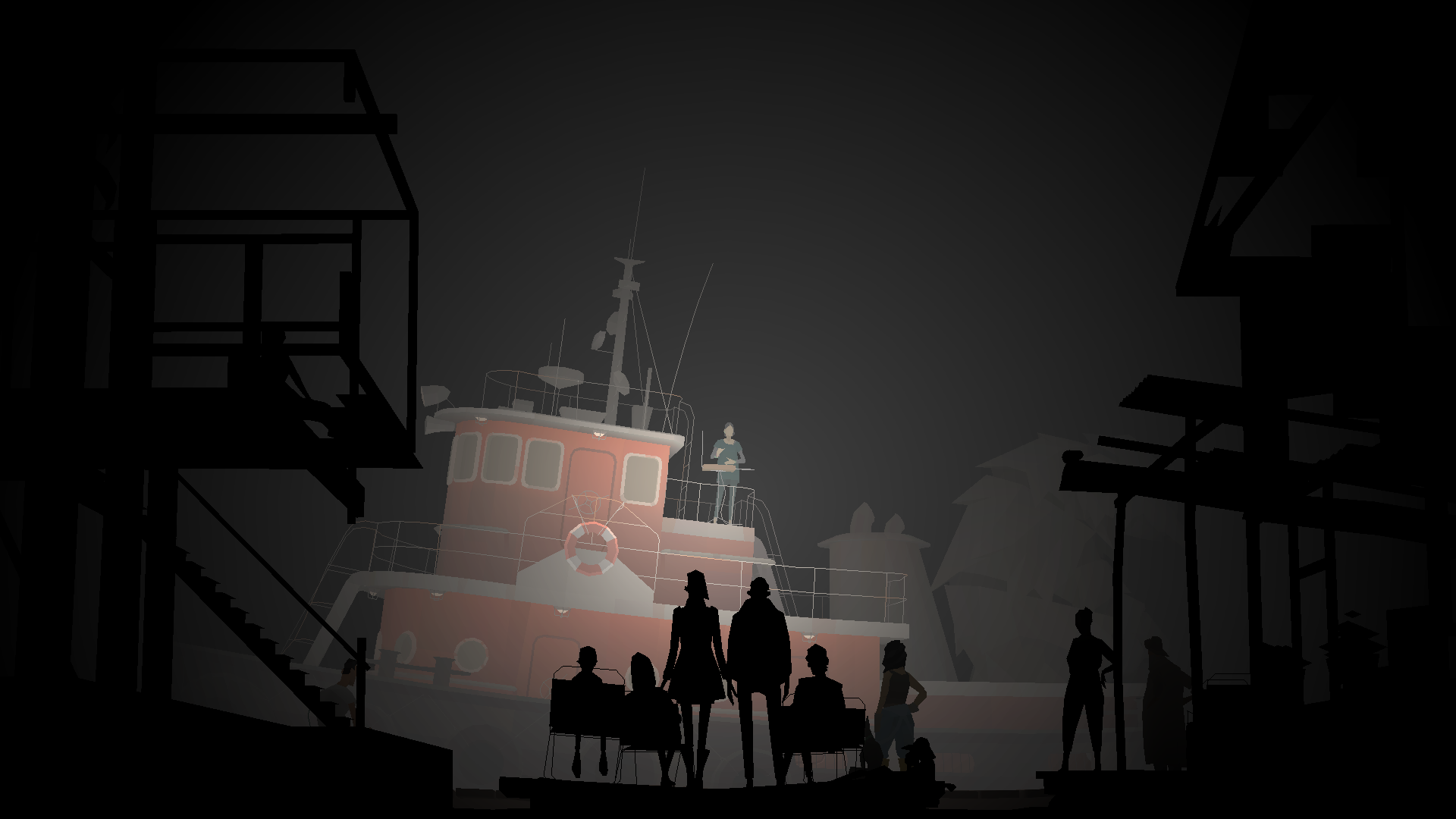
Capture d’écran :
Le personnage de Clara est une joueuse de thérémine.

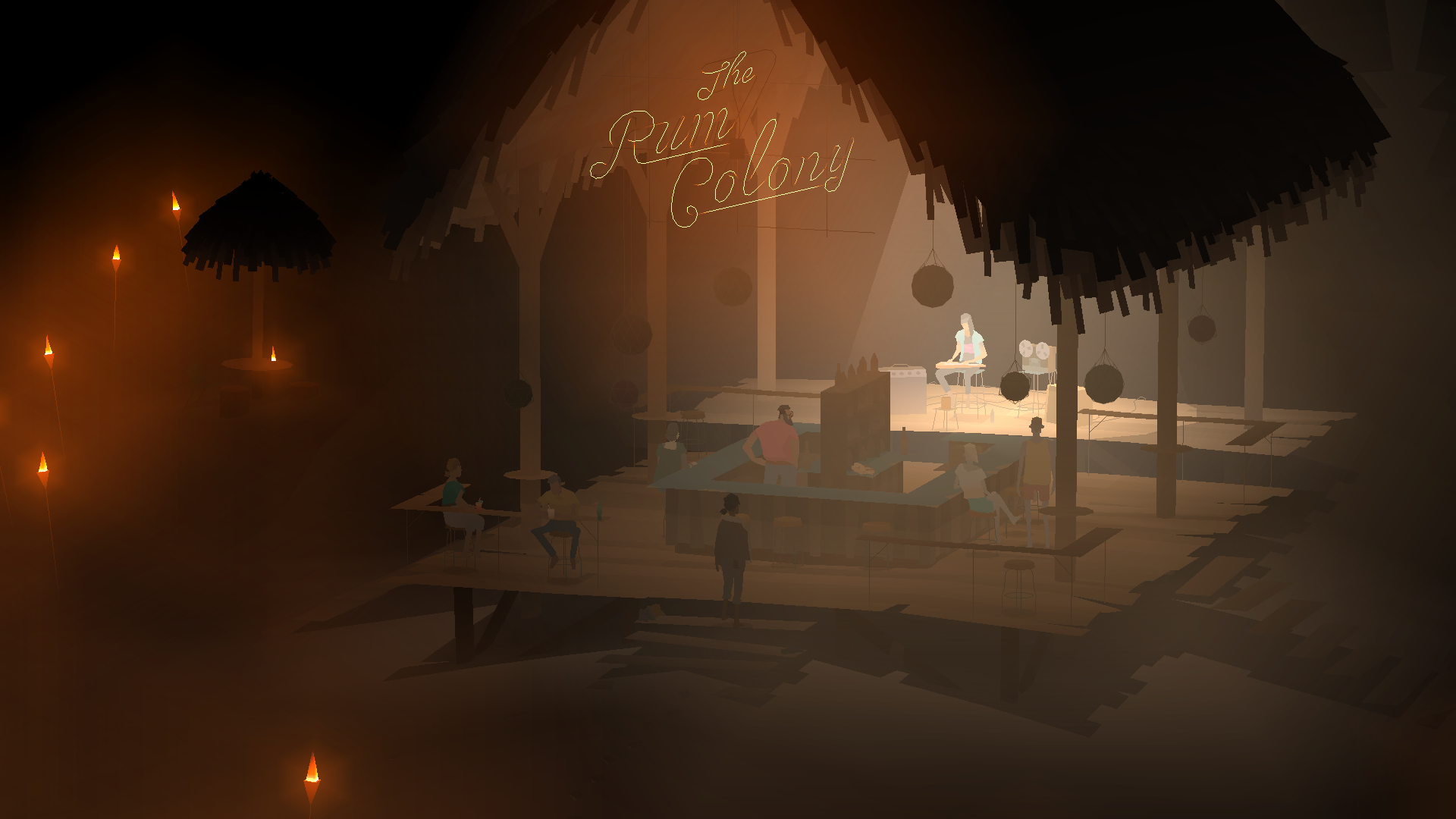
Capture d’écran :
Le bar The Rum Colony accueille un concert du musicien Cyrano.

La bande originale de Kentucky Route Zero est composée par Ben Babbitt. Des musiciens de son entourage, Emily Cross et Bob Buckstaff, forment The Bedquilt Ramblers pour interpréter les occasionnels morceaux bluegrass, sélectionnés parmi des vieux standards du genre qui correspondent aux thèmes du jeu. Des morceaux ambiants plus électroniques et appuyés sur les mêmes accords sont également écrits, dans l’idée de réaliser des fondus entre les deux styles selon les déplacements des personnages, ce qui n’est finalement pas utilisé dans le jeu. Les musiciens apparaissent parfois dans les scènes, d’une manière inspirée des chœurs dans le théâtre grec antique.
Ben Babbit se procure divers instruments pour coller aux impératifs de chaque acte. Il joue le saxophone entendu dans l’autoradio. Dans le troisième acte, il réalise la musique de Xanadu avec un synthétiseur modulaire E-mu. Pour la bande originale du quatrième acte, Babbit apprend à jouer la guitare à résonateur et le thérémine.
Le montage son est assuré par Jake Eliott, habitué à la performance musicale, et les bruitages du premier acte par Jake et Tamas, qui essaient autant que possible de garder leurs enregistrements autour du Kentucky ou du Tennessee. À partir du deuxième acte, Ben Babbitt prend la relève pour tous les aspects du design sonore.
La bande originale est nommée Best Musical lors de la sélection des « meilleurs jeux de l’année » par Destructoid en 2014 et listée parmi les « cent meilleures bandes son de jeux vidéo de tous les temps » sélectionnées par le magazine Fact en 2015 puis numéro deux sur sa liste des « dix meilleures bandes son de jeux vidéo de 2016 ».
Les titres de la bande originale sont les suivants :
Act I
1. The Stars Drop Away (Equus Oils) − 04:29
2. Ghosts in the Static (Marquez Farm) − 03:28
3. You've Got to Walk (The Bedquilt Ramblers) − 02:19
4. Animal Bones (Exit) − 02:30

Act II
1. Nameless Interiors − 02:04
2. Bureau of Reclaimed Spaces − 04:20
3. The Zero − 03:34
4. Work and Need − 04:09
5. Long Journey Home (Solo) − 03:39
6. Julian − 04:56
7. Long Journey Home (The Bedquilt Ramblers) − 02:02

The Entertainment
1. Letter Full of Promises − 03:28

Act III
1. Xanadu − 02:44
2. Weird Vector − 03:06
3. Hall of the Mountain King − 03:37
4. Too Late to Love You − 06:14
5. What Would You Give − 03:30

Act IV
1. Dark Rum Noir − 01:58
2. My Light Heaven − 03:50
3. Glowing Arms − 03:29
4. Riverworld − 04:19
5. Echo River Central Exchange − 04:20
6. Angel Wings − 05:54
7. This World Is Not My Home − 03:29
8. Music for Rivers − 03:07

Act V
1. The Arrival − 01:40
2. The Library − 02:15
3. 5 Dogwood Drive − 04:01
4. I'm Going That Way ft. Emily Cross − 03:09
5. The Clearing − 03:18

La bande originale est ensuite rééditée le 28 janvier 2020 à l’occasion de la sortie du jeu intégral, dans un album regroupant une large partie des morceaux de Ben Babbitt et The Bedquilt Ramblers remasterisés par Theo Karon, incluant quelques titres en moins et quelques-uns en plus :
1. Stars Drop Away − 04:31
2. Ghosts In the Static − 03:27
3. You've Got To Walk – The Bedquilt Ramblers − 02:20
4. Bureau of Reclaimed Spaces − 04:24
5. Julian − 04:54
6. Long Journey Home (Solo) – The Bedquilt Ramblers − 03:17
7. Nameless Interiors − 02:04
8. Hall of the Mountain King − 03:42
9. Xanadu − 02:44
10. Weird Vector − 03:07
11. Too Late To Love You – Junebug − 05:57
12. What Would You Give – The Bedquilt Ramblers − 03:27
13. Hold Music − 04:24
14. Dark Rum Noir − 01:57
15. My Light Heaven − 03:49
16. Riverworld − 04:19
17. Echo River Central Exchange − 04:24
18. Angel Wings − 05:52
19. This World Is Not My Home – The Bedquilt Ramblers − 03:27
20. Un Pueblo De Nada − 02:59
21. To Love A Red Moon − 03:20
22. The Arrival − 01:36
23. The Library − 02:15
24. 5 Dogwood Drive − 04:01
25. I'm Going That Way ft. Emily Cross − 03:09
26. The Clearing − 03:18

La bande originale est également éditée en vinyle par iam8bit (en),.
Le 2 avril 2021, dans le cadre de Bandcamp Friday, Ben Babbitt publie un album de bande originale supplémentaire, Memory Overflow, composé de morceaux non disponibles auparavant:
1. The Flood − 01:10
2. Last Look − 02:54
3. April 2017 − 02:10
4. (270) 301-5797 − 00:42
5. 65 at Night − 02:15
6. Public Transportation − 02:54
7. For LME − 03:25
8. Lunar Landing − 02:15
9. CA Video Music − 03:26
10. Mireya's Show − 00:56
11. Top Shelf Drone Tape − 03:27
12. Organ Music − 02:47
13. Hangar Guitar − 01:41
14. Quiet Funeral − 01:17
15. Xanadu Minimix I − 03:49
16. Xanadu Minimix II − 03:55
17. Weather Report − 02:27
18. Hotmk 2013 − 02:27
19. Radio 92.2 − 02:46
20. Night Out − 03:36
21. Long Journey demo − 03:54
22. UPDN outtake − 02:17
23. Radio Cluster − 03:11
24. Underworld Drift − 06:09
25. Mound Builders − 10:57
26. Rolling Credits − 02:24

### Junebug

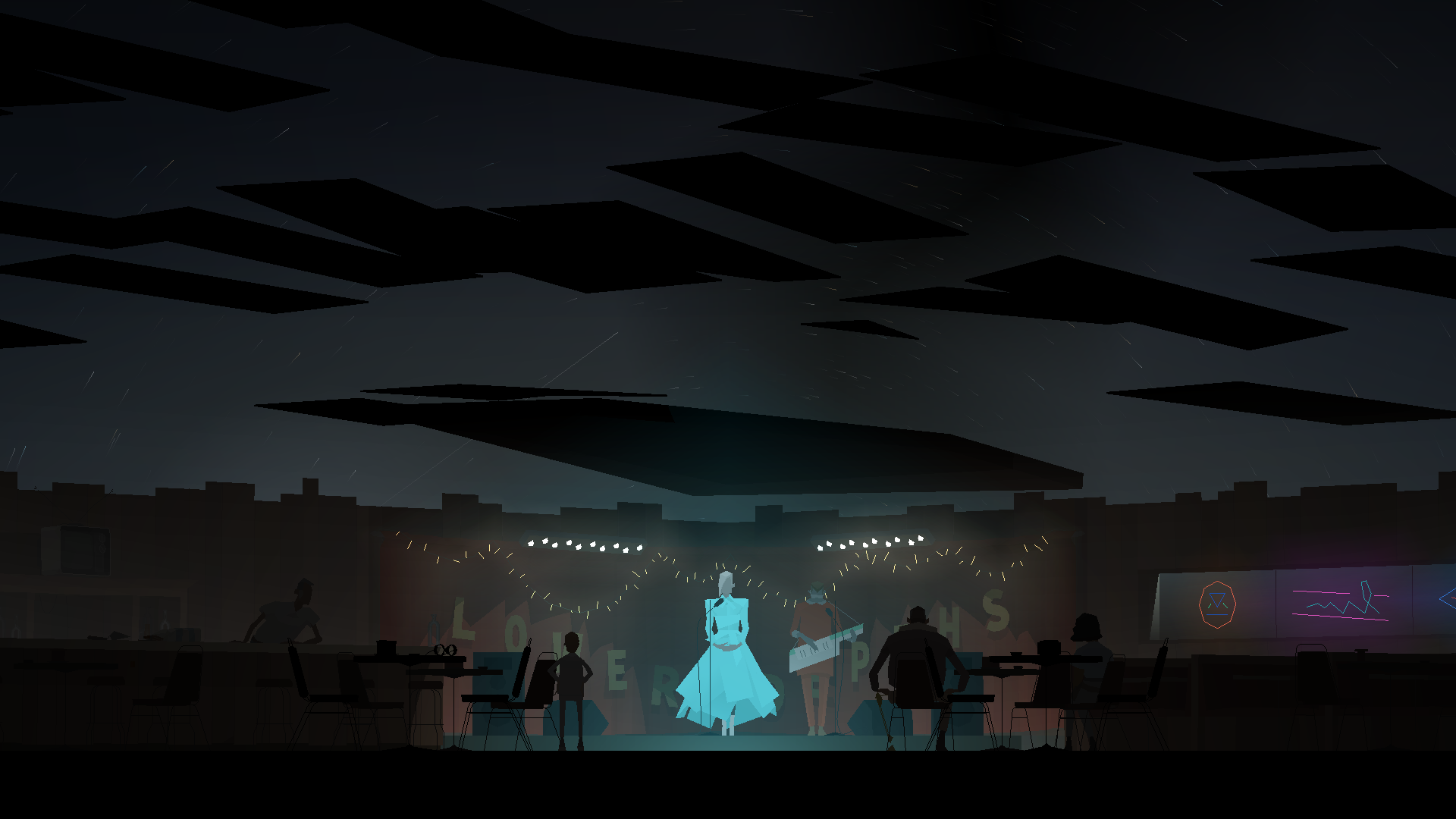
Capture d’écran :
Junebug et Johnny interprètent le morceau Too Late to Love You dans le troisième acte, sur la scène du bar The Lower Depths.

Les personnages de Junebug et Johnny, duo de musiciens androïdes, rejoignent l’histoire dans le troisième acte. Dans une scène clé, ils interprètent le morceau Too Late to Love You, dont le fil des paroles est sélectionné strophe après strophe comme une interaction dans le jeu. La voix de Junebug est celle de Ben Babbit, qui l’altère numériquement. Le musicien décrit le procédé comme « une sorte de travestissement vocal » qui lui a donné accès à « une certaine façon de chanter [qu’il] ne pouvait pas atteindre auparavant ».
Un second morceau du groupe est publié en août 2016, sur wevp.tv (voir supra), YouTube et Bandcamp. Le titre Static Between Stations est présenté sous la forme d’un fictionnel passage télévisé du groupe sur WEVP-TV. Le clip est réalisé par Rebecca Rau et Alex Tyson, avec Ben Babbit dans le rôle de Junebug, Theo Karon dans celui de Johnny, et Mireya Lucio la présentatrice Rita.
La diffusion du single s’accompagne de l’annonce d’un album complet du groupe. Ben cite les influences de Angelo Badalamenti, Kate Bush, Michael Jackson, Sade, Cocteau Twins, et Alice Coltrane dans sa composition. Intitulé Junebug: Too Late To Love You, l’album sort en 2020 en vinyle par iam8bit (en) et en version numérique, sous la forme d’un LP de 11 titres, :
1. Intro − 01:12
2. Static Between Stations − 03:07
3. Poison Dream − 03:37
4. Lighter Than It Feels − 03:12
5. Too Late To Love You − 05:56
6. Interlude − 01:38
7. Out Here − 04:37
8. Deeply In Mind − 04:35
9. Sky Remains − 03:18
10. Next Time − 03:21
11. Night Surrounds Us − 05:02

## Accueil

### Critique
Le jeu reçoit des commentaires très positifs des critiques, tous les actes ainsi que le jeu dans son intégralité totalisant sur GameRankings et Metacritic des notes supérieures à 80 %.
GameSpot décrit le jeu comme « superbe et mystérieux au point d’être saisissant ». IGN l’appelle « un très bon exemple de ce qui fait du jeu vidéo un médium si spécial ». PC Gamer décrit comme « les autres jeux d’aventure permettent de décider du destin, de la réussite et des échecs d’un personnage. Kentucky Route Zero amène plutôt à définir ce qu’est le personnage en son for intérieur […] C’est un beau renversement des redites du jeu en pointer-et-cliquer, fortement évocateur, mais parfois obscur et déroutant ». GameTrailers note comme « les meilleurs moments du jeu surviennent lorsqu’on s’y laisse plonger. Le jeu demande de l’attention plutôt que des réflexes, et rappelle qu’il y a si peu de ce genre d’expériences ».
Télérama décrit une « œuvre existentielle et politique ahurissante » et « une expérience hors norme et fascinante », tout en notant que « l’impressionnante absence de compromis de Kentucky Route Zero n’en fait pas une œuvre pour tout public » . France Inter parle d’une « œuvre complexe, riche » et explique comme le jeu « est fascinant […] parce qu’il invente une nouvelle forme de récit, ni totalement vidéoludique, ni complètement théâtrale ou littéraire » . Vice parle d’une « exploration magistrale des merveilles et terreurs du monde ordinaire » et assure que le jeu « vaut bien chaque journée de [ses] neuf années » de développement. Libération qualifie Kentucky Route Zero d’« une merveille étrange sur l’Amérique des recalés » qui « émerveille régulièrement pour ses trouvailles » et qui « reste si profondément en tête […] pour l’audace qu’il a de proposer un espace de non-linéarité en créant un récit construit autour de scènes discontinues, morcelées, mais pas sans queue ni tête ». The Guardian dépeint le jeu comme « un essai percutant sur le lent plongeon vers l’adversité éprouvé par les gens qui ne veulent ou ne peuvent pas s’adapter aux changements tectoniques du capitalisme » et note comme il est gratifiant à être joué à plusieurs reprises. The Washington Post parle de « l’un des jeux expérimentaux les plus importants, […] qui tonne un « oui » manifeste et tenace en réponse à la question « le jeu vidéo est-il un art ? » » . Les Inrockuptibles qualifie Kentucky Route Zero d’« aventure sans pareil », de « jeu prodigieux » et « hors du commun »  et se questionne : « et si l’œuvre la plus impressionnante du moment, tous modes d’expression confondus, était un jeu vidéo ? » .
La cadence du jeu est cependant critiquée par certains médias, Gamekult mentionnant des « soucis de rythme », Gameblog « certaines scènes [qui] traînent vraiment en longueur » et Jeuxvideo.com « un rythme décroissant en mi-chemin ». La presse francophone fait l’éloge de la traduction en français du jeu parue en 2020, qualifiée d’« agréable », « de qualité », d’« excellente », et de « très bien localisée ».
| Média                     | Acte I  | Acte II | Acte III   | Acte IV | Acte V              |
| ------------------------- | ------- | ------- | ---------- | ------- | ------------------- |
| GameRankings (agrégateur) | 84 /100 | 85 /100 | 89 /100    | 89 /100 | N/A                 |
| Metacritic (agrégateur)   | 81 /100 | 82 /100 | 91 /100    | 90 /100 | TBD                 |
| Adventure Gamers          | 4,5 /5  | 3,5 /5  | 4,5 /5     | 4 /5    | 4 /5                |
| Canard PC                 | 9 /10   | 9 /10   | 9 /10      | 9 /10   | 8/10 (jeu intégral) |
| Destructoid               | 9,5 /10 | 8,5 /10 | 9 /10      | 10 /10  | NC                  |
| GameSpot                  | 7 /10   | 8 /10   | 9 /10      | 9 /10   | 9/10 (jeu intégral) |
| IGN                       | 8,3 /10 | 9,1 /10 | 9 /10 (it) | 8,5 /10 | 8/10 (jeu intégral) |
| Paste                     | 9 /10   | N/A     | 9,7 /10    | 8,5 /10 | NC                  |

### Récompenses
Lors du quinzième Independent Games Festival, Kentucky Route Zero est nommé dans les catégories Grand Prize, Excellence in Narrative, Excellence in Audio et Excellence in Visual Arts. Le jeu remporte ce dernier prix le 28 mars 2013. À l’IndieCade la même année, le jeu est récompensé des prix Visual Design et Story & World Design. Le titre reçoit également le prix Best Narrative des Game Developers Choice Awards en 2015.
| Occasion                           | Catégorie                                       | Résultat   |
| ---------------------------------- | ----------------------------------------------- | ---------- |
| Independent Games Festival 2013    | Excellence in Visual Art                        | Lauréat    |
| Independent Games Festival 2013    | Seumas McNally Grand Prize                      | Nomination |
| Independent Games Festival 2013    | Excellence in Audio                             | Nomination |
| Independent Games Festival 2013    | Excellence in Narrative                         | Nomination |
| IndieCade 2013                     | Story & World Design                            | Lauréat    |
| IndieCade 2013                     | Visual Design                                   | Lauréat    |
| Unity Awards 2013                  | Golden Cube                                     | Nomination |
| Unity Awards 2013                  | Best 3D Visual Experience                       | Nomination |
| Unity Awards 2013                  | Community Choice                                | Nomination |
| Spike Video Game Awards 2013       | Best Independent Game                           | Nomination |
| Aggie Awards 2013                  | Best Setting                                    | Lauréat    |
| Aggie Awards 2013                  | Best Sound Effects                              | Lauréat    |
| Aggie Awards 2013                  | Best Writing: Drama                             | Nomination |
| Aggie Awards 2013                  | Best Concept                                    | Nomination |
| Aggie Awards 2013                  | Best Graphic Design                             | Nomination |
| Aggie Awards 2013                  | Best Independent Adventure                      | Nomination |
| Aggie Awards 2013                  | Best Non-Traditional Adventure                  | Nomination |
| Aggie Awards 2013                  | Best Adventure of 2013                          | Nomination |
| Aggie Awards 2013                  | Readers’ Choice (multiples catégories)          | Nomination |
| SXSW 2014                          | Excellence in Art                               | Nomination |
| SXSW 2014                          | Excellence in Narrative                         | Nomination |
| Game Developers Choice Awards 2015 | Best Narrative                                  | Lauréat    |
| A MAZE. / Berlin 2015              | (pas de catégorie)                              | Nomination |
| The Game Awards 2020               | Games for Impact                                | Nomination |
| NAVGTR Awards 2020                 | Outstanding Art Direction, Contemporary         | Nomination |
| BAFTA 2021                         | Original Property                               | Lauréat    |
| BAFTA 2021                         | Best Narrative                                  | Nomination |
| Nebula Award 2021                  | Game Writing                                    | Nomination |
| Pégase 2021                        | Meilleur jeu vidéo indépendant étranger         | Nomination |
| DICE Awards 2021                   | Outstanding Achievement in Story                | Nomination |
| DICE Awards 2021                   | Outstanding Achievement in Game Direction       | Nomination |
| DICE Awards 2021                   | Outstanding Achievement for an Independent Game | Nomination |
| DICE Awards 2021                   | Adventure Game of the Year                      | Nomination |
| Webby Awards 2021                  | Best Art Direction                              | Nomination |
| Webby Awards 2021                  | Best Game Design                                | Nomination |
| Webby Awards 2021                  | Best Music/Sound Design                         | Nomination |

### Reconnaissance
Kentucky Route Zero est nommé « jeu de l’année 2013 » par le site Rock, Paper, Shotgun, « jeu de l’année 2014 » par les magazines Kill Screen et Paste, et « meilleur jeu de 2020 » par les magazines Slate et Kotaku, dont le journaliste Ian Walker décrit le titre comme « le plus important jeu de l’année, […] voire même de tous les temps ». La même année, Paste et Polygon le place aussi dans leurs jeux de l’année, aux places no 3 et no 5 respectivement.
À la fin des années 2010, dans les listes des meilleurs jeux de la décennie dressées par la presse, Kentucky Route Zero est classé no 3 
par le magazine Paste, no 4 par le site Polygon, no 5 par les Inrockuptibles, no 7 par le magazine Focus Vif, no 23 par l’édition espagnole du magazine GQ , et no 50 par le site GamesRadar+ . Polygon décrit également le jeu comme « le plus important de la décennie », citant notamment la qualité des intermèdes et le long processus de développement qui a reflété les changements dans le milieu du jeu vidéo durant cette période.
En 2020, Eurogamer le sélectionne dans leur liste des « 10 jeux de la génération » à la place no 3. En 2021‚ Rock, Paper, Shotgun le classe no 15 parmi leurs « 100 meilleurs jeux PC de tous les temps », le décrivant comme « l’un des meilleurs récits à avoir jamais été raconté dans un jeu ».
Kentucky Route Zero demeure aussi une grande influence pour ses pairs : Le Monde rapporte comme le titre a marqué les jeux narratifs de son époque, citant des auteurs tels que ceux de Night in the Woods, Enterre-moi, mon amour (Pierre Corbinais), No Longer Home (en), ou encore Mutazione. La scénariste de ce dernier jeu et directrice de Die Gute Fabrik, Hannah Nicklin, définit Kentucky Route Zero comme un « classique moderne » et avance : « Certaines œuvres constituent des charnières dans l’histoire d’un média. C’est le cas de Kentucky Route Zero ».
Kentucky Route Zero fait partie des œuvres exposées au Victoria and Albert Museum dans le cadre de l’exposition Videogames: Design/Play/Disrupt de Marie Foulston et Kristian Volsing, présentée de septembre 2018 à février 2019 à Londres,. Une partie de l’exposition est consacrée au développement du jeu, présentant documents de travail et ouvrages de références utilisés par les auteurs. Le musée expose également de manière adjacente le tableau Le blanc-seing de René Magritte et une projection d’une scène de Kentucky Route Zero qui en est inspirée,,. L’exposition est déplacée au V&A Dundee en Écosse d’avril 2019 à septembre 2019 et est programmée pour tourner internationalement.
Kentucky Route Zero est également exposé lors de la triennale d’architecture de Lisbonne au sein de l’exposition Inner Spaces, qui s’intéresse aux espaces imaginaires. L’exposition est présentée au Musée du Chiado d’octobre 2019 à janvier 2020.

#### Jeu vidéo
- Jake Elliott, Tamas Kemenczy et Ben Babbitt. Kentucky Route Zero. 2020

#### Publications
- (en) Michael Salmond, « Case Study: Art Meets Interactive Narrative in Kentucky Route Zero (KRZ) », dans Video Game Design, Bloomsbury Publishing, 2016 (ISBN 9781472567482), p. 40–43
- (en) Clayton Purdom, « Disappearing Act », Kill Screen, no 9,‎ 2016, p. 32–43
- (en) Miguel Penabella, « The Scenographic South », Heterotopias, no 4,‎ 2018, p. 7–16
- (en) Jake Elliott, Tamas Kemenczy et Ben Babbitt, « How to get lost in a cave », dans Marie Foulston et Kristian Volsing, Videogames: Design/Play/Disrupt, Victoria and Albert Museum, 2018 (ISBN 9781851779406), p. 98–111

#### Conférences
- (en) Jake Elliott « Designing for Mystery in Kentucky Route Zero » (2013)  (lire en ligne)
—Game Developers Conference, San Francisco
- (en) Jake Elliott, Tamas Kemenczy et Ben Babbitt « WordPlay Discussion » (2013)  (lire en ligne)
—WordPlay, Toronto
- (en) Jake Elliott « The Half Asleep Moments » (2014)  (lire en ligne)
—Practice: Game Design in Detail, New York
- (en) Tamas Kemenczy « Scenography of Kentucky Route Zero » (2014)  (lire en ligne)
—Game Developers Conference, San Francisco
- (en) Jake Elliott « The now Now NOW – realtime text & type » (2015)  (lire en ligne)
—A MAZE., Berlin
- (en) Jake Elliott et Tamas Kemenczy « UCLA Design Media Arts lecture » (2015)  (lire en ligne)
—DMA Lecture Series, Los Angeles
- (en) Jake Elliott « Industry Talk, Louisville Makes Games! » (2017)  (lire en ligne)
—Louisville Makes Games!, Louisville
- (en) Jake Elliott « Playful Text » (2017)  (lire en ligne)
—Konsoll, Bergen
- (en) Ben Babbitt « How to listen to a cave » (2019) 
—IULM University, Milan
- (en) Jake Elliott « How to get lost in a cave » (2019)  (lire en ligne)
—IULM University, Milan
- (en) Ben Babbitt « An Expedition through the Landscapes of Fiction » (2019)  (lire en ligne)
—SCI-Arc, Los Angeles